# Représentations diplomatiques du Portugal

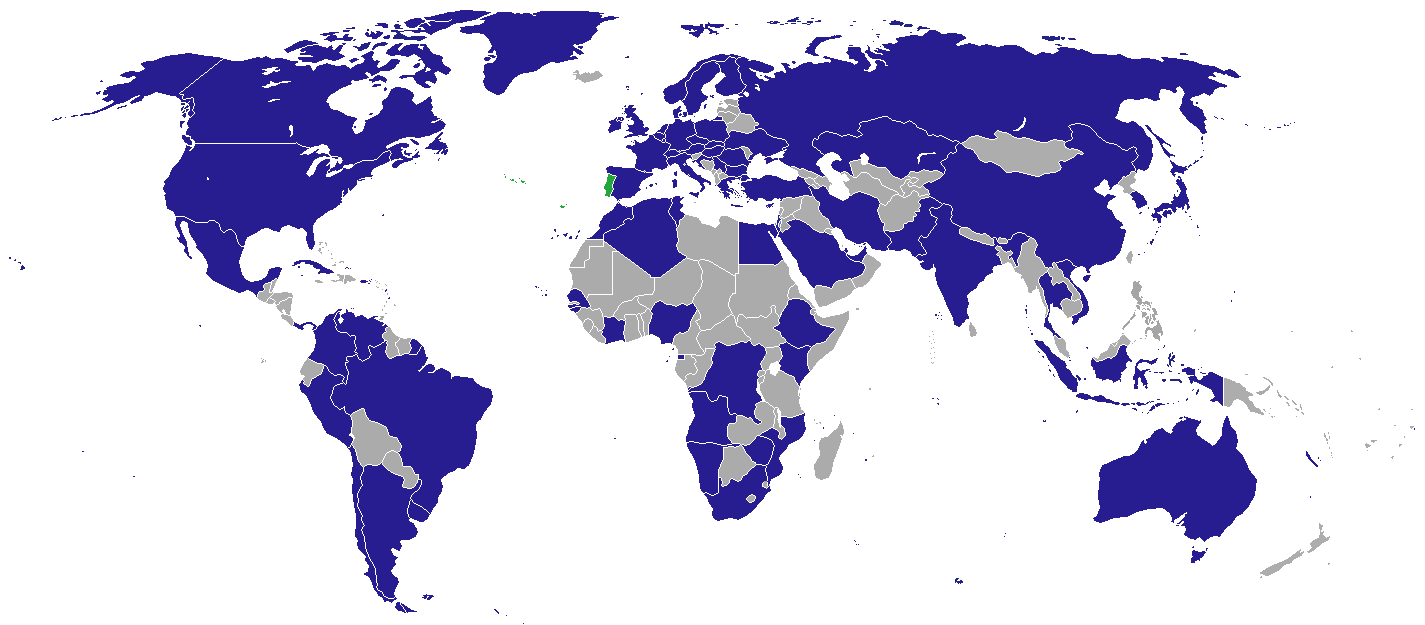
Représentations diplomatiques du Portugal.

Voici les représentations diplomatiques du Portugal à l'étranger :

## Afrique
- Afrique du Sud
  - Pretoria (ambassade)
  - Le Cap (consulat général)
  - Johannesburg (consulat général)
- Algérie
  - Alger (ambassade)
- Angola
  - Luanda (ambassade)
  - Benguela (consulat général)
- Cap-Vert
  - Praia (ambassade)
- République démocratique du Congo
  - Kinshasa (ambassade)
- Côte d'Ivoire
  - Abidjan (ambassade)
- Égypte
  - Le Caire (ambassade)
- Éthiopie
  - Addis-Abeba (ambassade)
- Guinée-Bissau
  - Bissau (ambassade)
- Guinée équatoriale
  - Malabo (ambassade)
- Maroc
  - Rabat (ambassade)
- Mozambique
  - Maputo (ambassade)
  - Beira (consulat général)
- Namibie
  - Windhoek (ambassade)
- Nigeria
  - Abuja (ambassade)
- Sao Tomé-et-Principe
  - São Tomé (ambassade)
- Sénégal
  - Dakar (ambassade)
- Tunisie
  - Tunis (ambassade)
- Zimbabwe
  - Harare (ambassade)

## Amérique
- Argentine
  - Buenos Aires (ambassade)
- Brésil
  - Brasilia (ambassade)
  - Rio de Janeiro (consulat général)
  - Salvador de bahia (consulat général)
  - São Paulo (consulat général)
  - Belém (consulat)
  - Belo Horizonte (consulat)
  - Curitiba (consulat)
  - Porto Alegre (consulat)
  - Recife (consulat)
  - Santos (consulat)
- Canada
  - Ottawa (ambassade)
  - Montréal (consulat général)
  - Toronto (consulat général)
  - Vancouver (consulat général)
- Chili
  - Santiago du Chili (ambassade)
- Colombie
  - Bogota (ambassade)
- Cuba
  - La Havane (ambassade)
- États-Unis
  - Washington (ambassade)
  - Boston (consulat général)
  - New York (consulat général)
  - Newark (consulat général)
  - San Francisco (consulat général)
  - New Bedford (consulat)
  - Providence (consulat)
- Mexique
  - Mexico (ambassade)
- Panama
  - Panama (ambassade)
- Pérou
  - Lima (ambassade)
- Uruguay
  - Montevideo (ambassade)
- Venezuela
  - Caracas (ambassade)
  - Valencia (consulat général)

## Asie
- Arabie saoudite
  - Riyad (ambassade)
- Chine
  - Pékin (ambassade)
  - Canton (consulat général)
  - Macao (consulat général)
  - Shanghai (consulat général)
- Corée du Sud
  - Séoul (ambassade)
- Émirats arabes unis
  - Abou Dabi (ambassade)
- Inde
  - New Delhi (ambassade)
  - Panaji (consulat général)
- Indonésie
  - Jakarta (ambassade)
- Iran
  - Téhéran (ambassade)
- Israël
  - Tel Aviv (ambassade)
- Japon
  - Tokyo (ambassade)
- Kazakhstan
  - Noursoultan (ambassade)
- Pakistan
  - Islamabad (ambassade)
- Palestine
  - Ramallah (bureau de représentation)
- Qatar
  - Doha (ambassade)
- Singapour
  - Singapour (ambassade)
- Thaïlande
  - Bangkok (ambassade)
- Timor oriental
  - Dili (ambassade)
- Turquie
  - Ankara (ambassade)

## Europe
- Allemagne
  - Berlin (ambassade)
  - Düsseldorf (consulat général)
  - Francfort (consulat général)
  - Hambourg (consulat général)
  - Stuttgart (consulat général)
- Autriche
  - Vienne (ambassade)
- Belgique
  - Bruxelles (ambassade)
- Bulgarie
  - Sofia (ambassade)
- Chypre
  - Nicosie (ambassade)
- Croatie
  - Zagreb (ambassade)
- Danemark
  - Copenhague (ambassade)
- Espagne
  - Madrid (ambassade)
  - Barcelone (consulat général)
  - Séville (consulat général)
  - Vigo (consulat)
- Finlande
  - Helsinki (ambassade)
- France
  - Paris (ambassade et consulat général)
  - Bordeaux (consulat général)
  - Lyon (consulat général)
  - Marseille (consulat général)
  - Strasbourg (consulat général)
  - Toulouse (vice-consulat)
- Grèce
  - Athènes (ambassade)
- Hongrie
  - Budapest (ambassade)
- Irlande
  - Dublin (ambassade)
- Italie
  - Rome (ambassade)
- Luxembourg
  - Luxembourg (ambassade)
- Norvège
  - Oslo (ambassade)
- Pays-Bas
  - La Haye (ambassade)
- Pologne
  - Varsovie (ambassade)
- Roumanie
  - Bucarest (ambassade)
- Royaume-Uni
  - Londres (ambassade)
  - Manchester (consulat général)
- Russie
  - Moscou (ambassade)
- Serbie
  - Belgrade (ambassade)
- Slovaquie
  - Bratislava (ambassade)
- Suède
  - Stockholm (ambassade)
- Suisse
  - Berne (ambassade)
  - Genève (consulat général)
  - Zurich (consulat général)
- République tchèque
  - Prague (ambassade)
- Ukraine
  - Kiev (ambassade)
- Vatican
  - Rome (ambassade)

## Océanie
- Australie
  - Canberra (ambassade)
  - Sydney (consulat général)

## Organisations
- Bruxelles, délégation auprès de l'Union européenne et de l'OTAN
- Genève, délégation auprès des Nations unies
- New York, délégation auprès des Nations unies
- Paris, délégation auprès de l'UNESCO et de l'OCDE
- Strasbourg, délégation auprès du Conseil de l'Europe
- Vienne, délégation auprès de l'OSCE

## Galerie

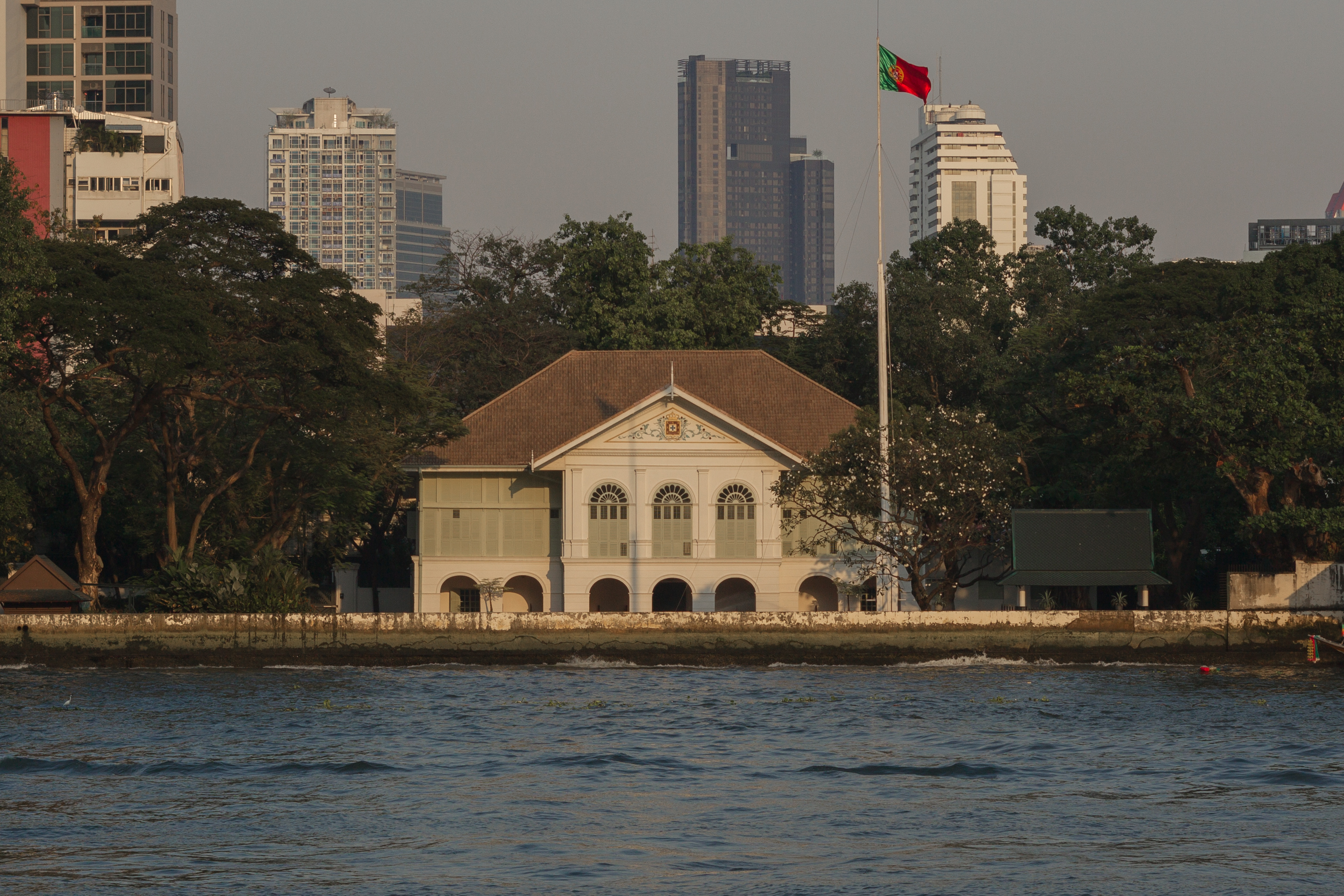
Ambassade à Bangkok.
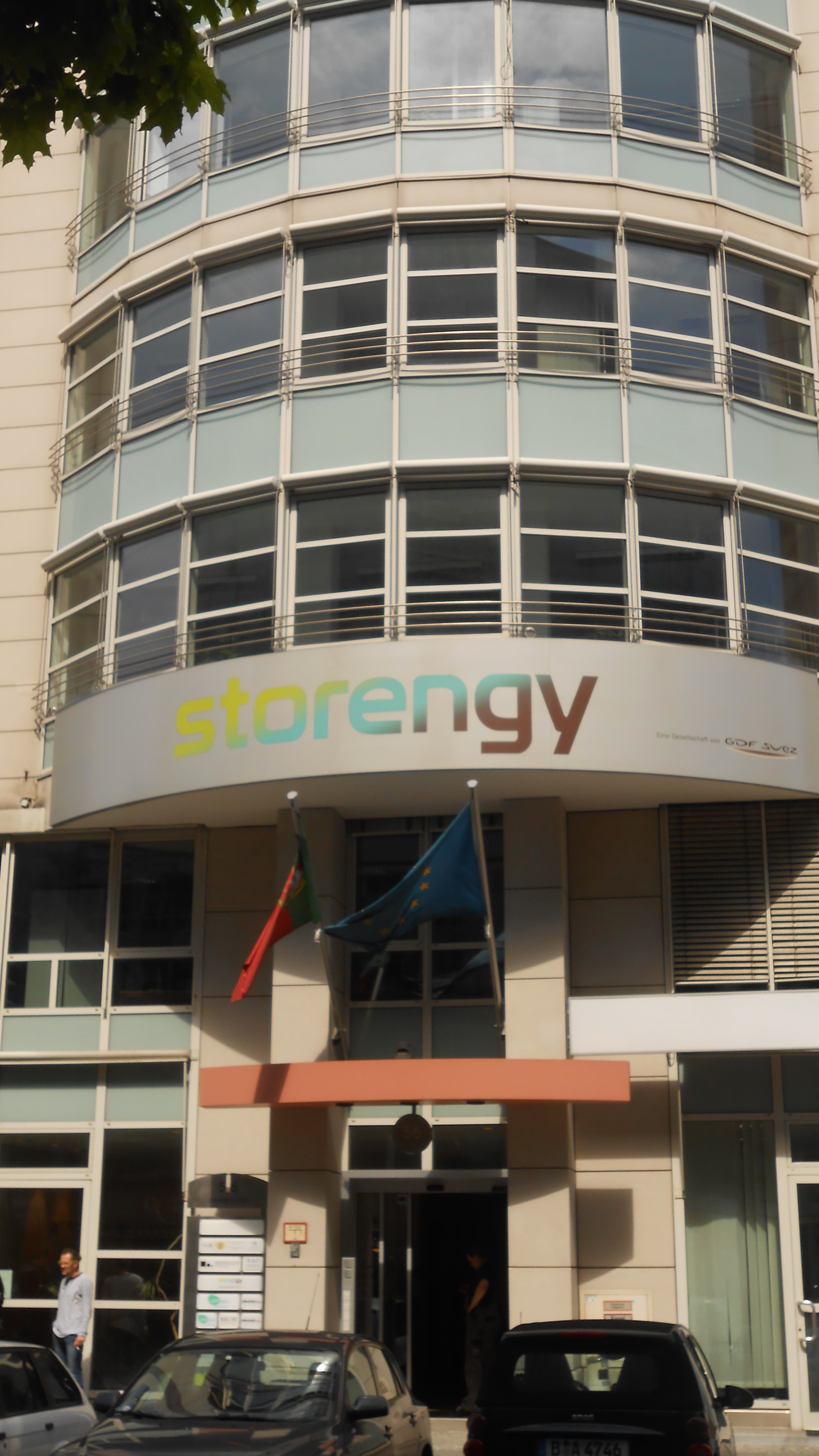
Ambassade à Berlin.
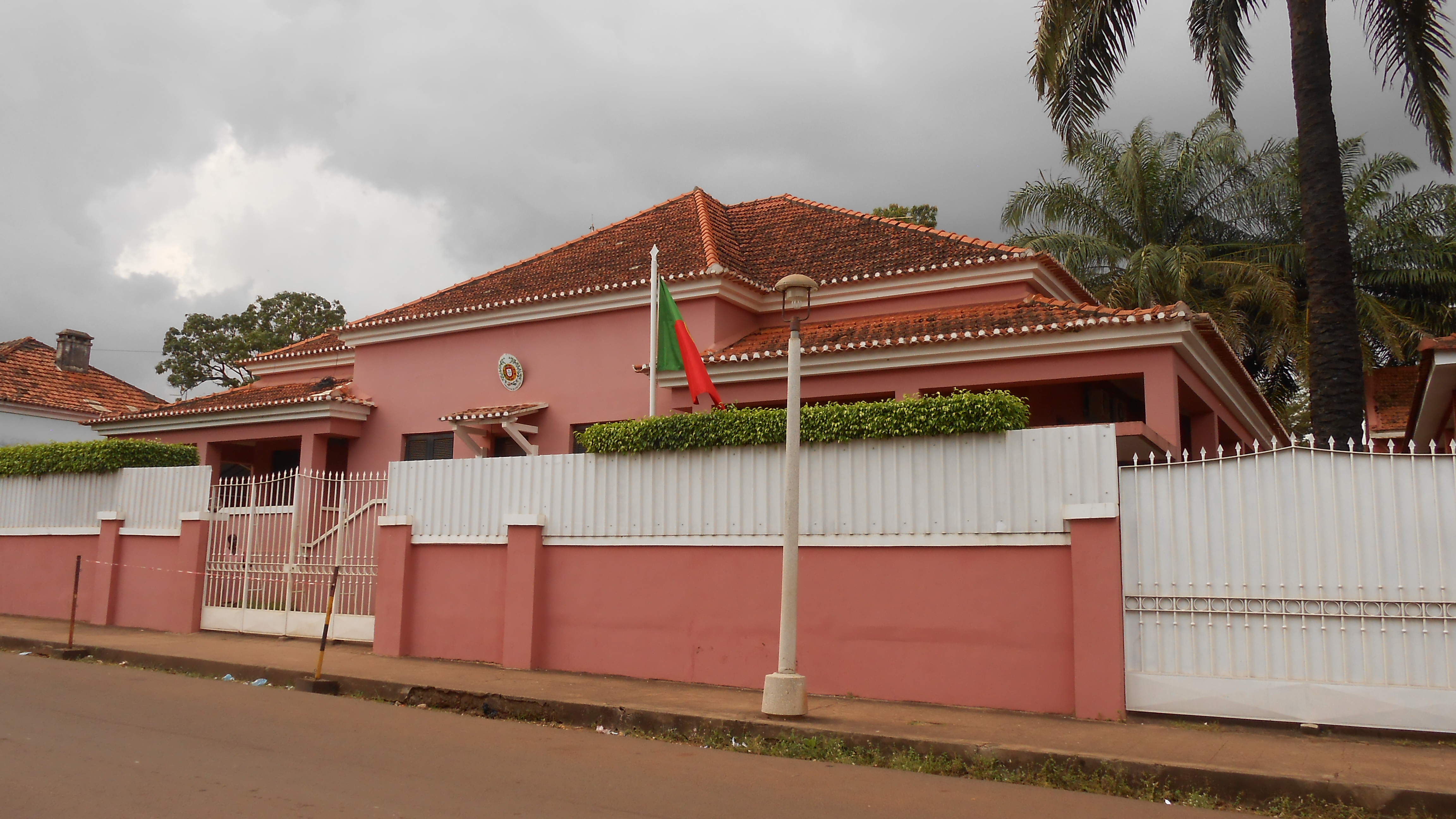
Ambassade à Bissau.
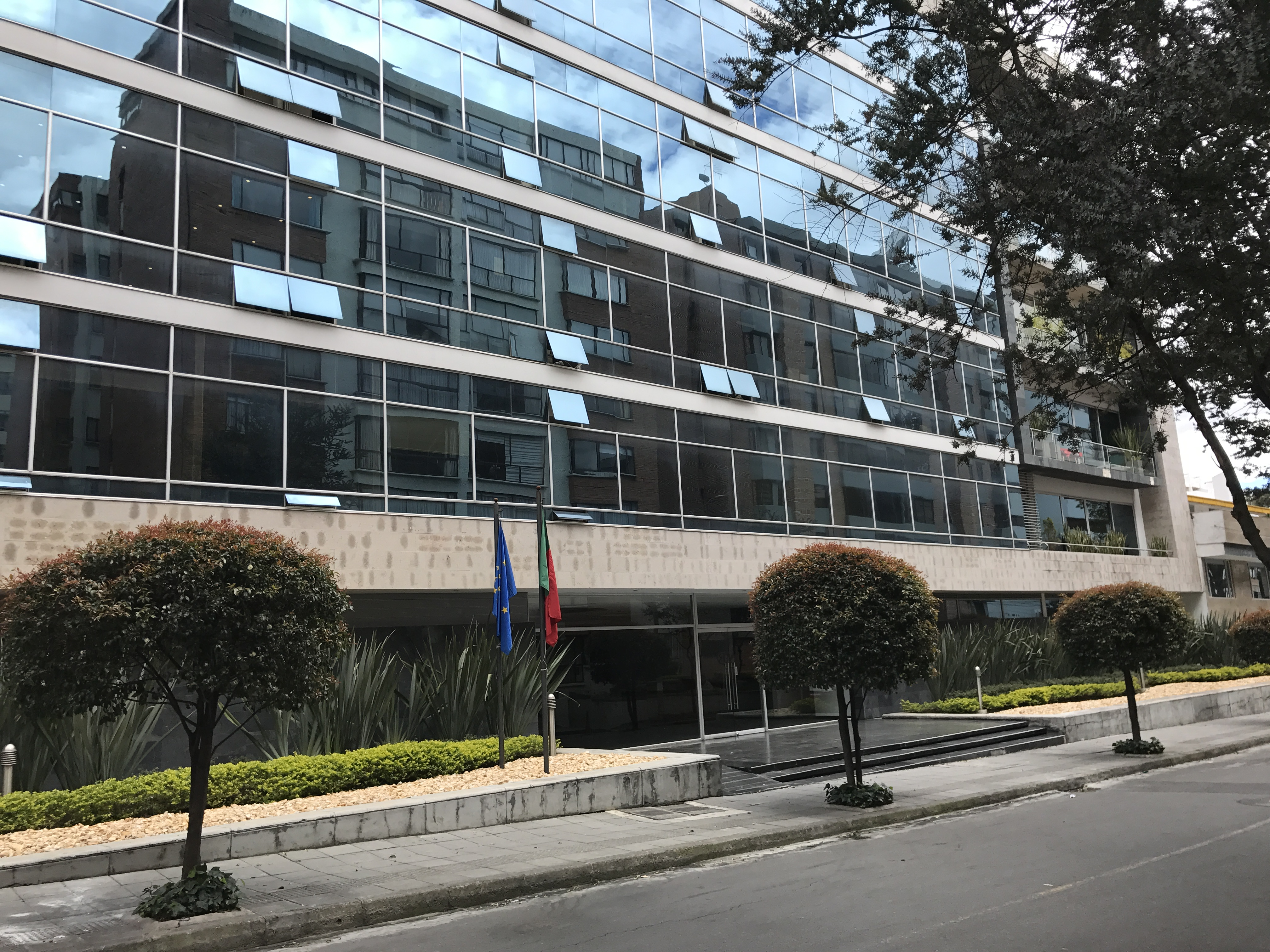
Ambassade à Bogotá.
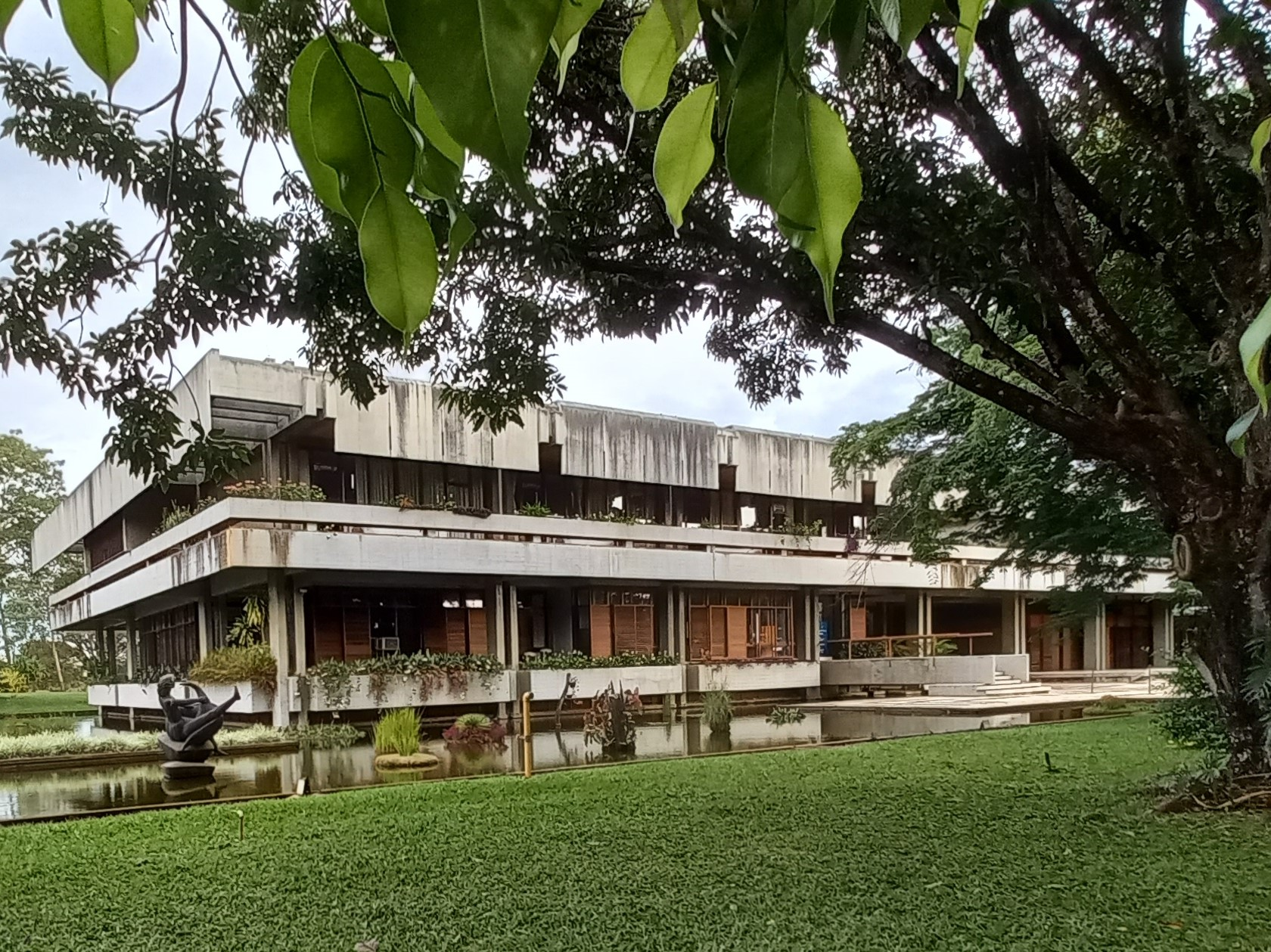
Ambassade à Brasilia.
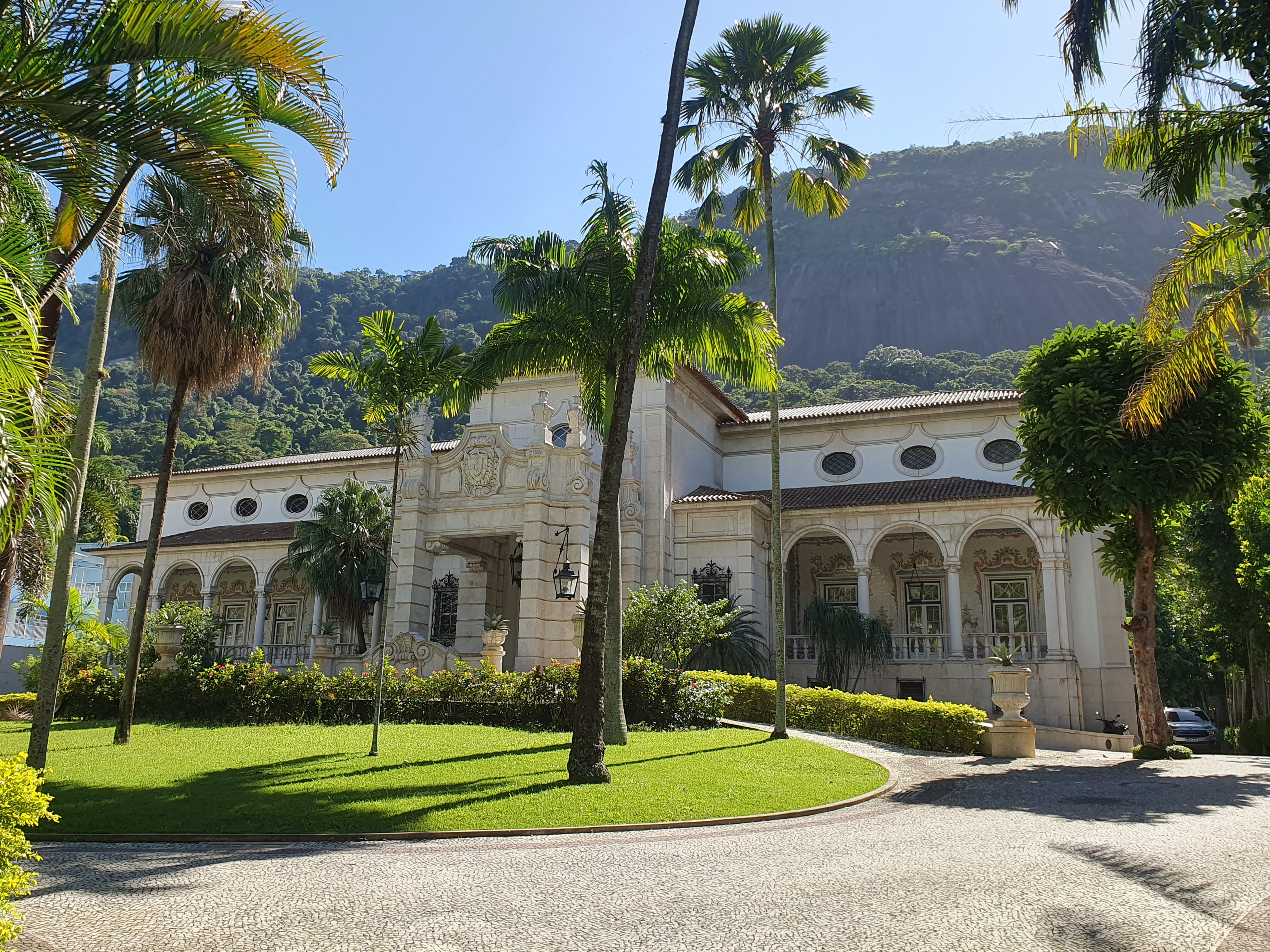
Consulat général à Rio de Janeiro.
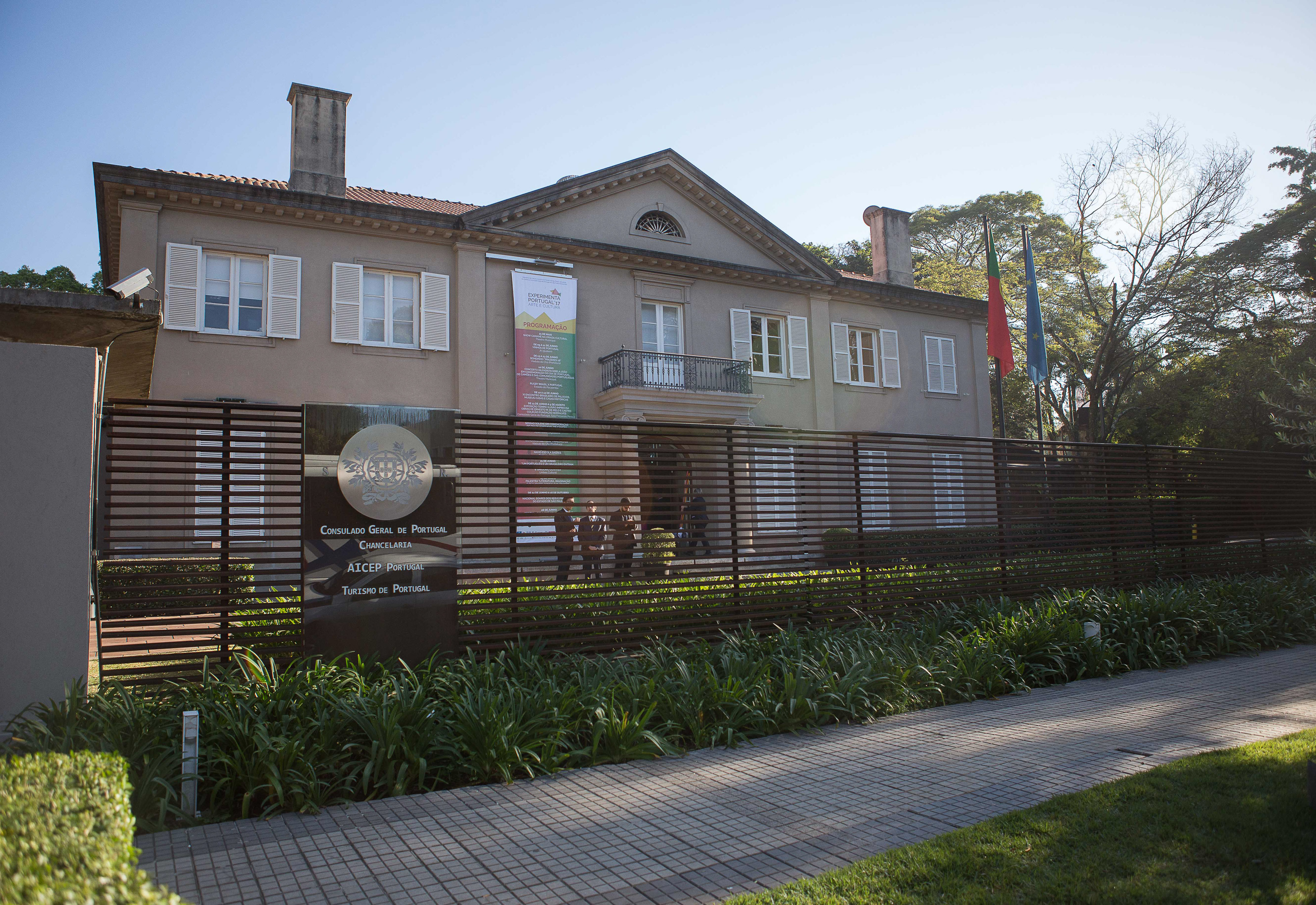
Consulat général à São Paulo.
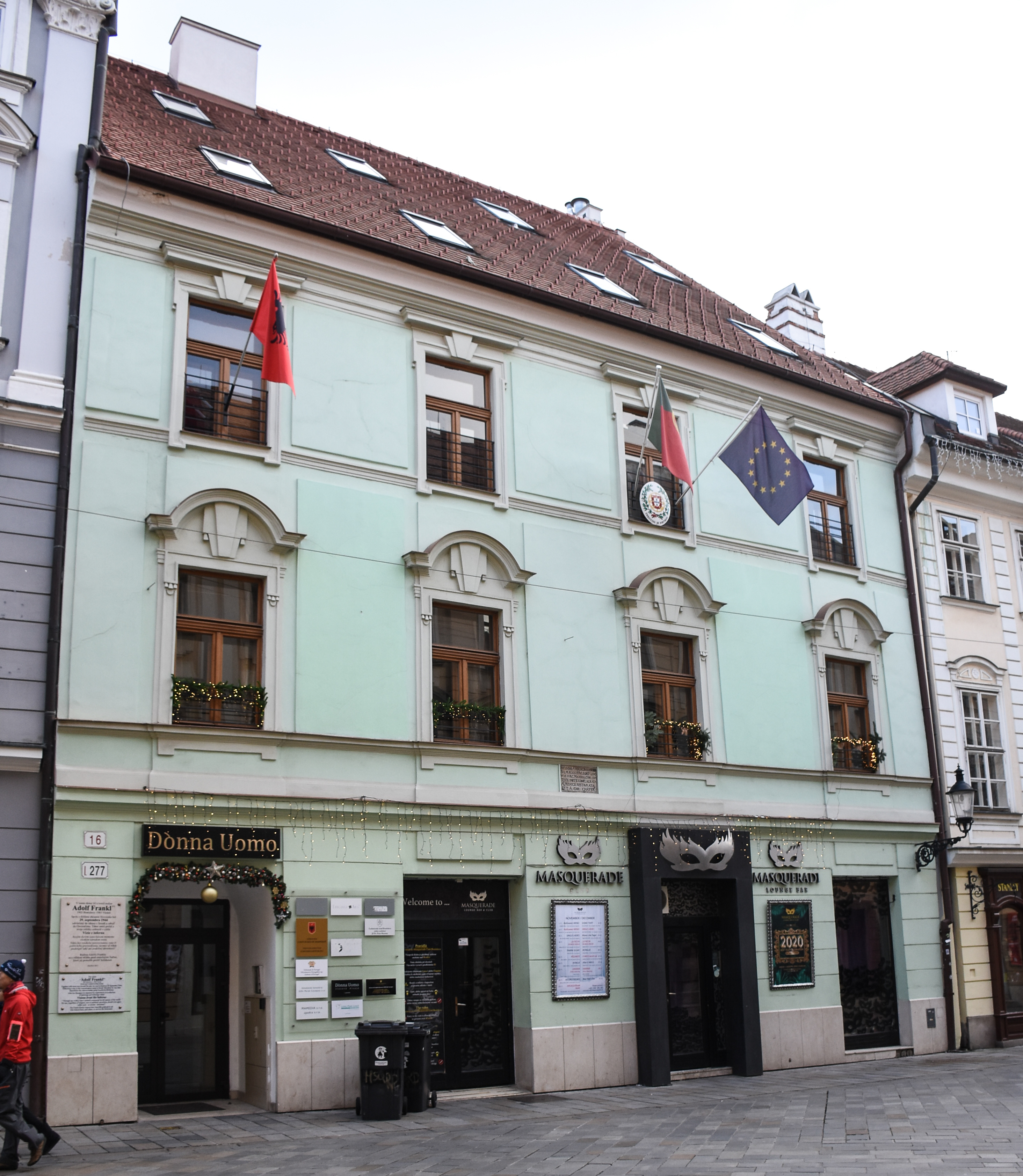
Ambassade à Bratislava.
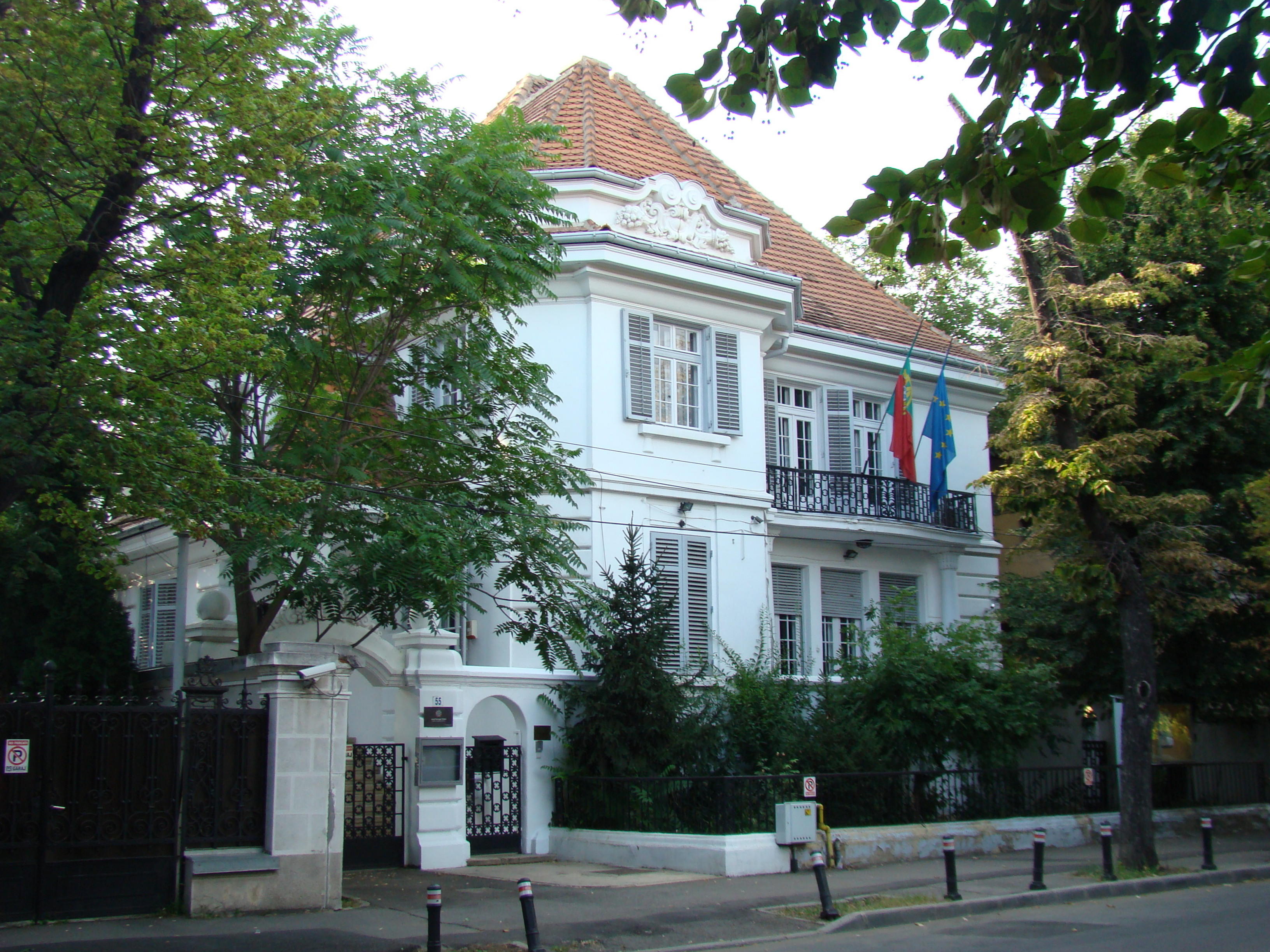
Ambassade à Bucarest.
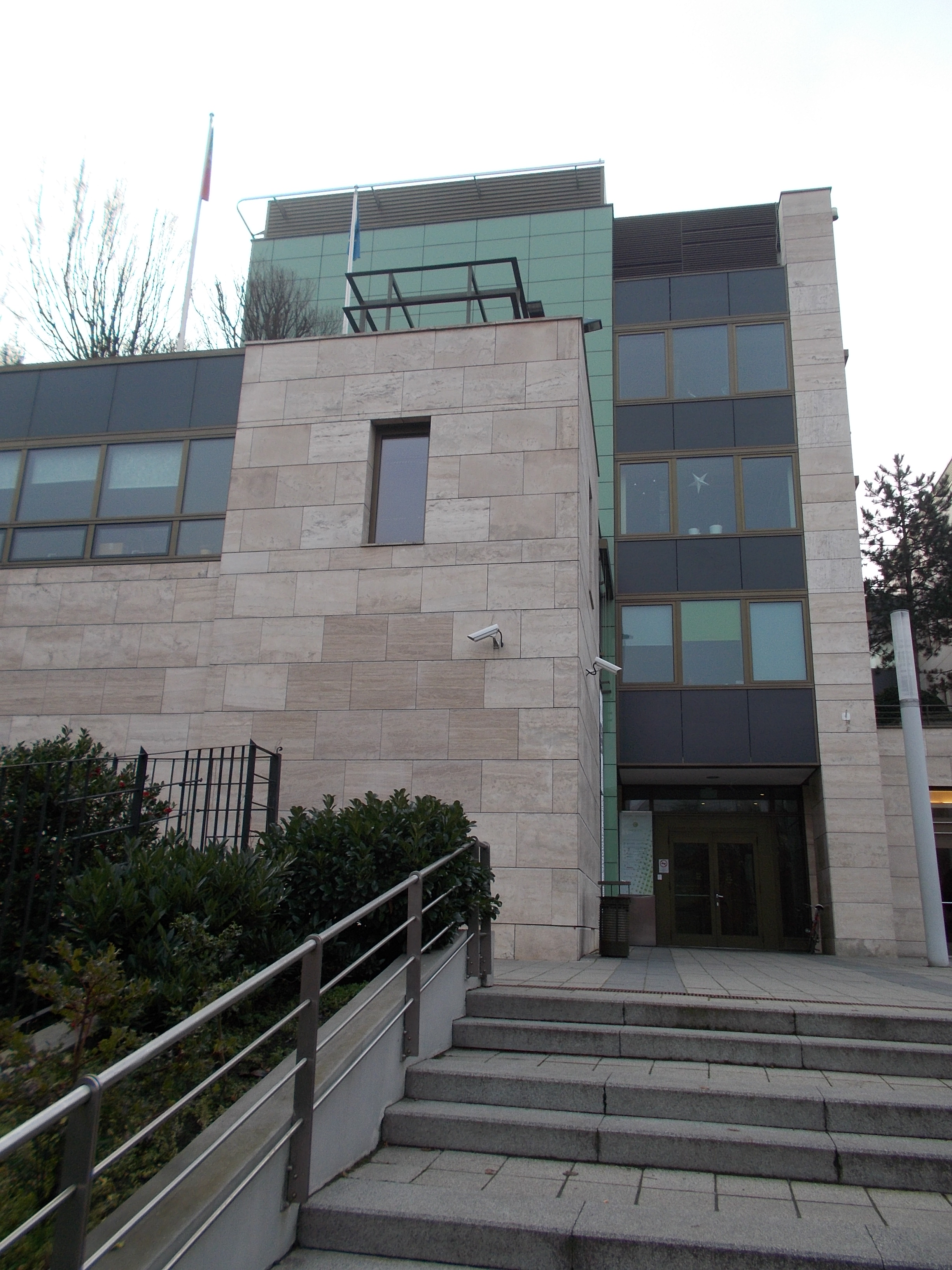
Ambassade à Budapest.
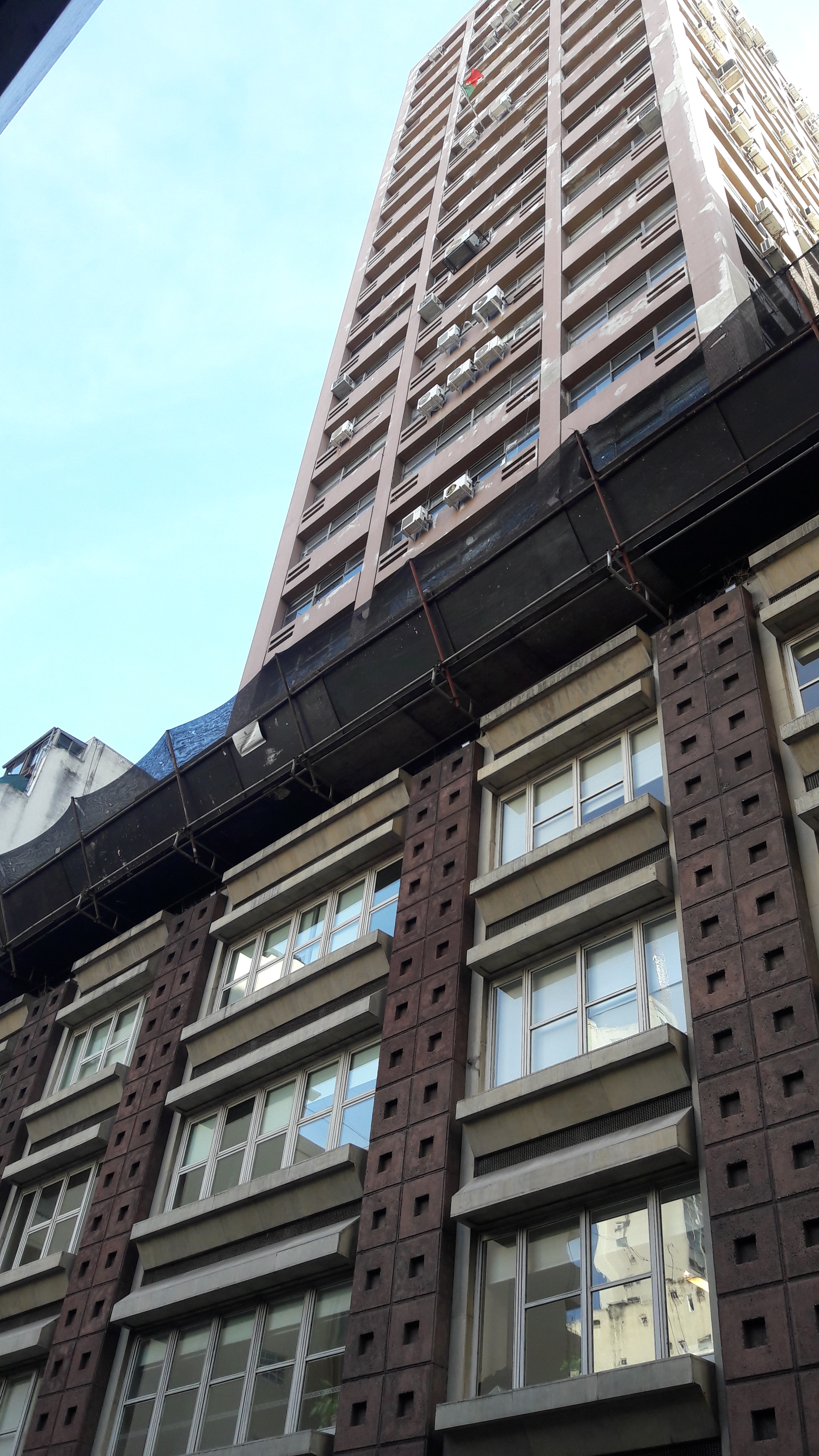
Ambassade à Buenos Aires.
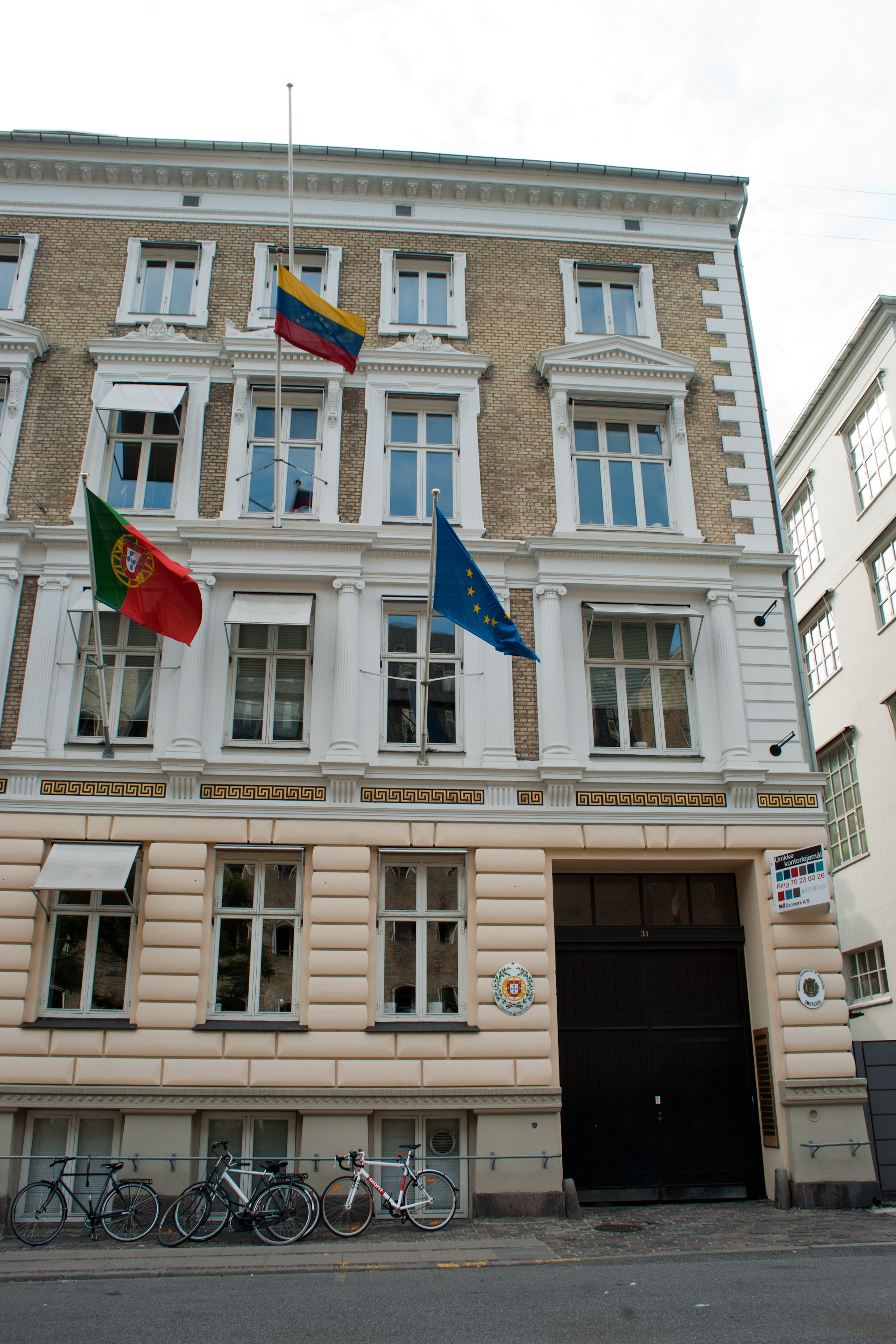
Ambassade à Copenhague.
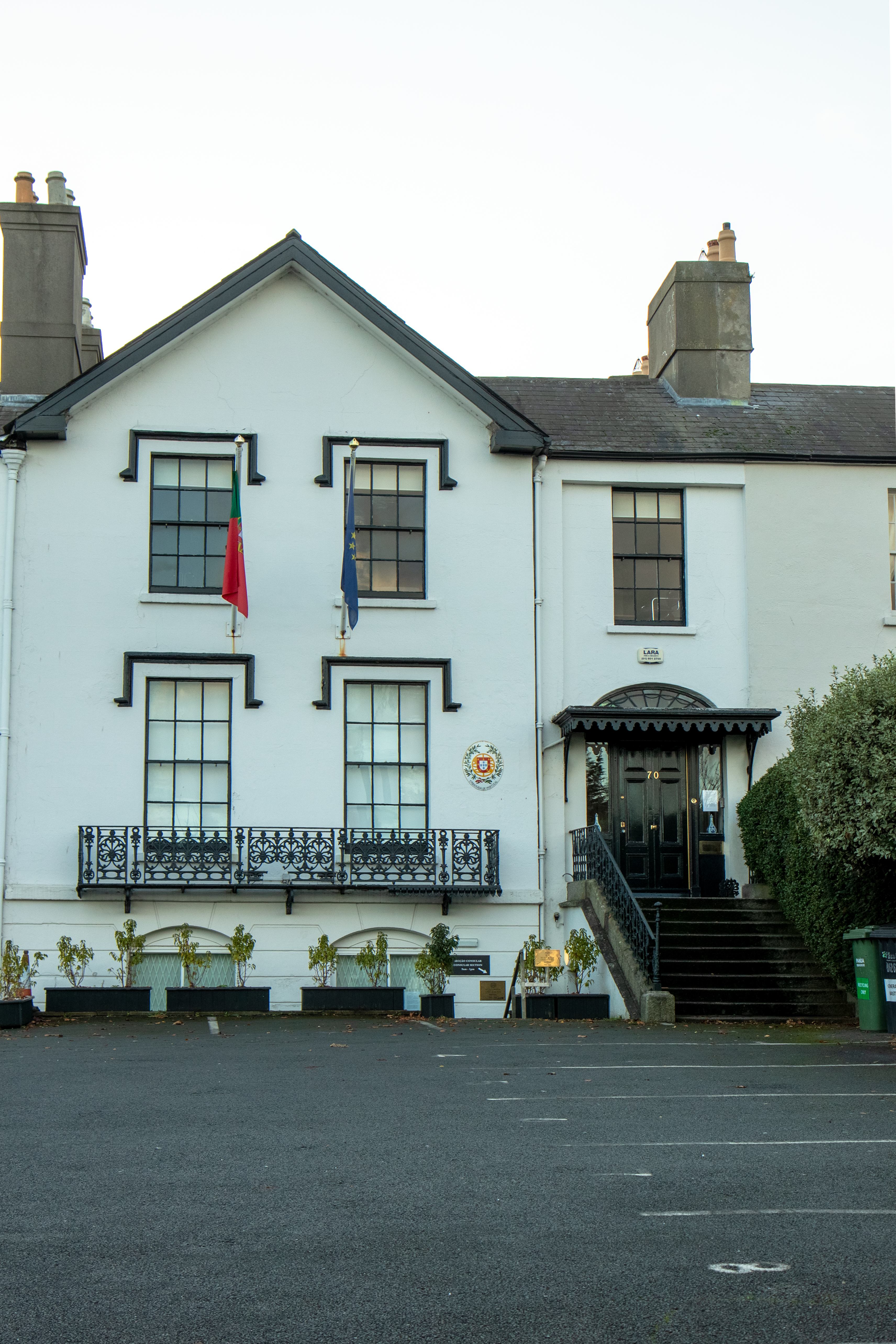
Ambassade à Dublin.
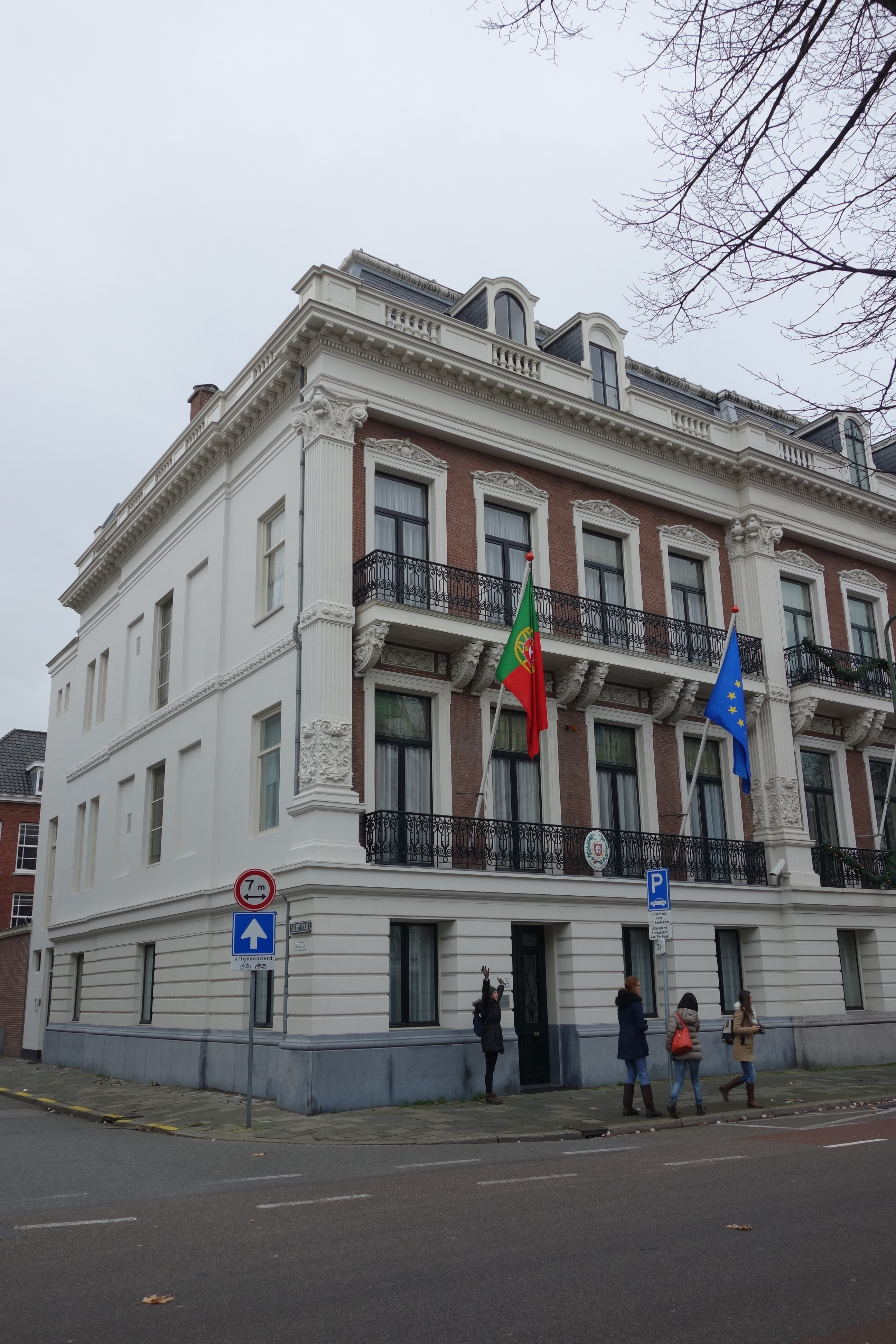
Ambassade à La Haye.
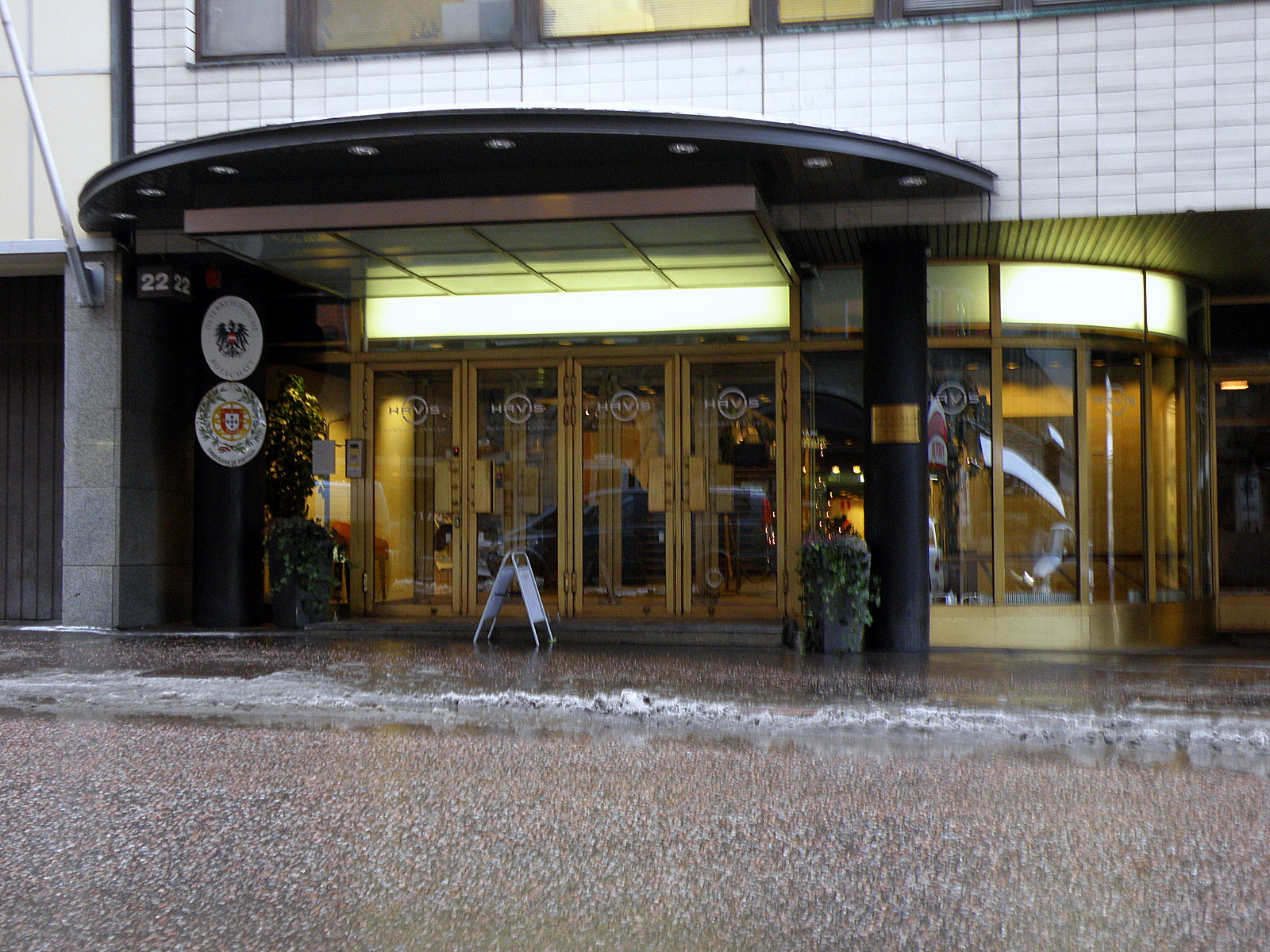
Ambassade à Helsinki.
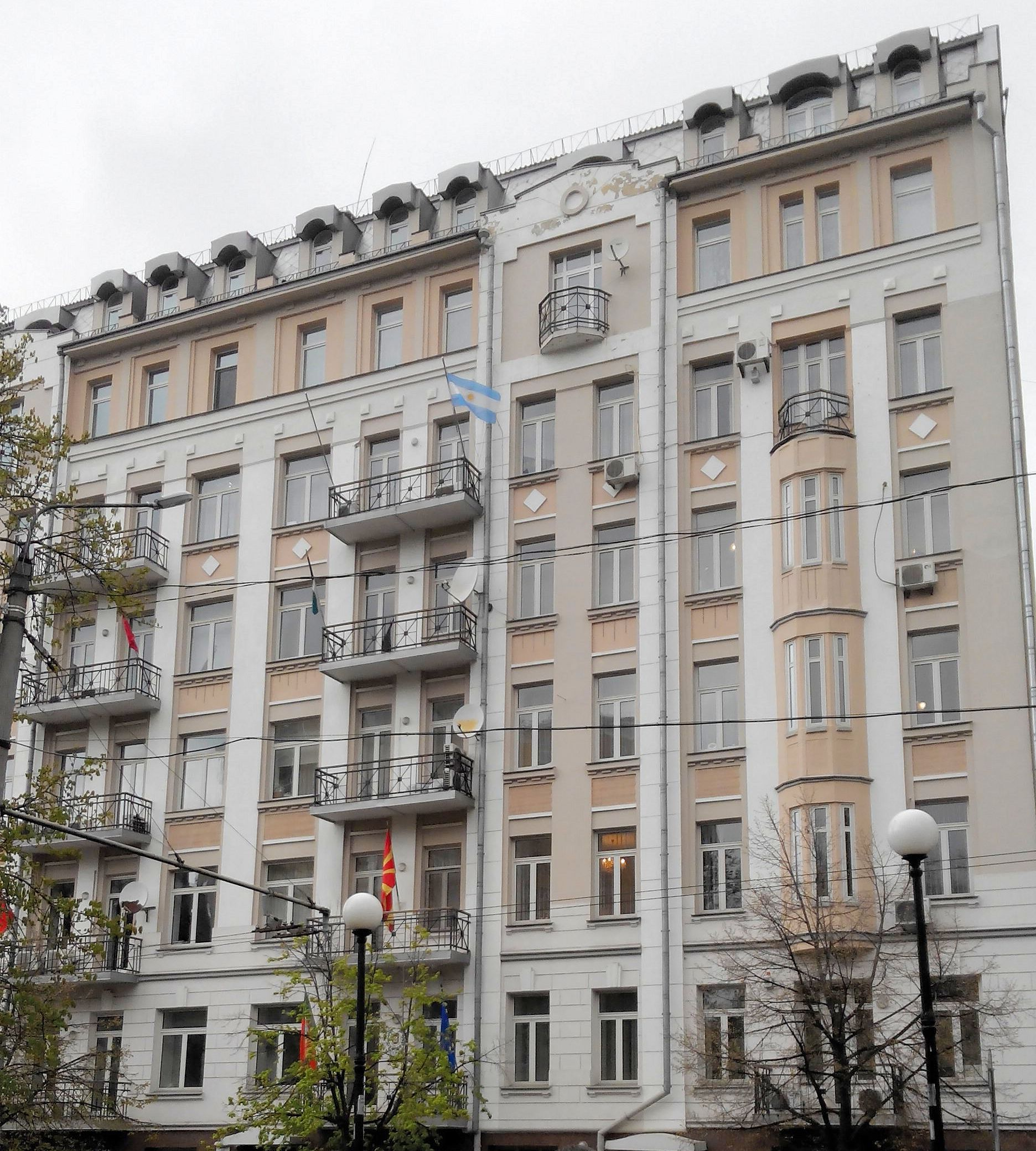
Ambassade à Kiev.
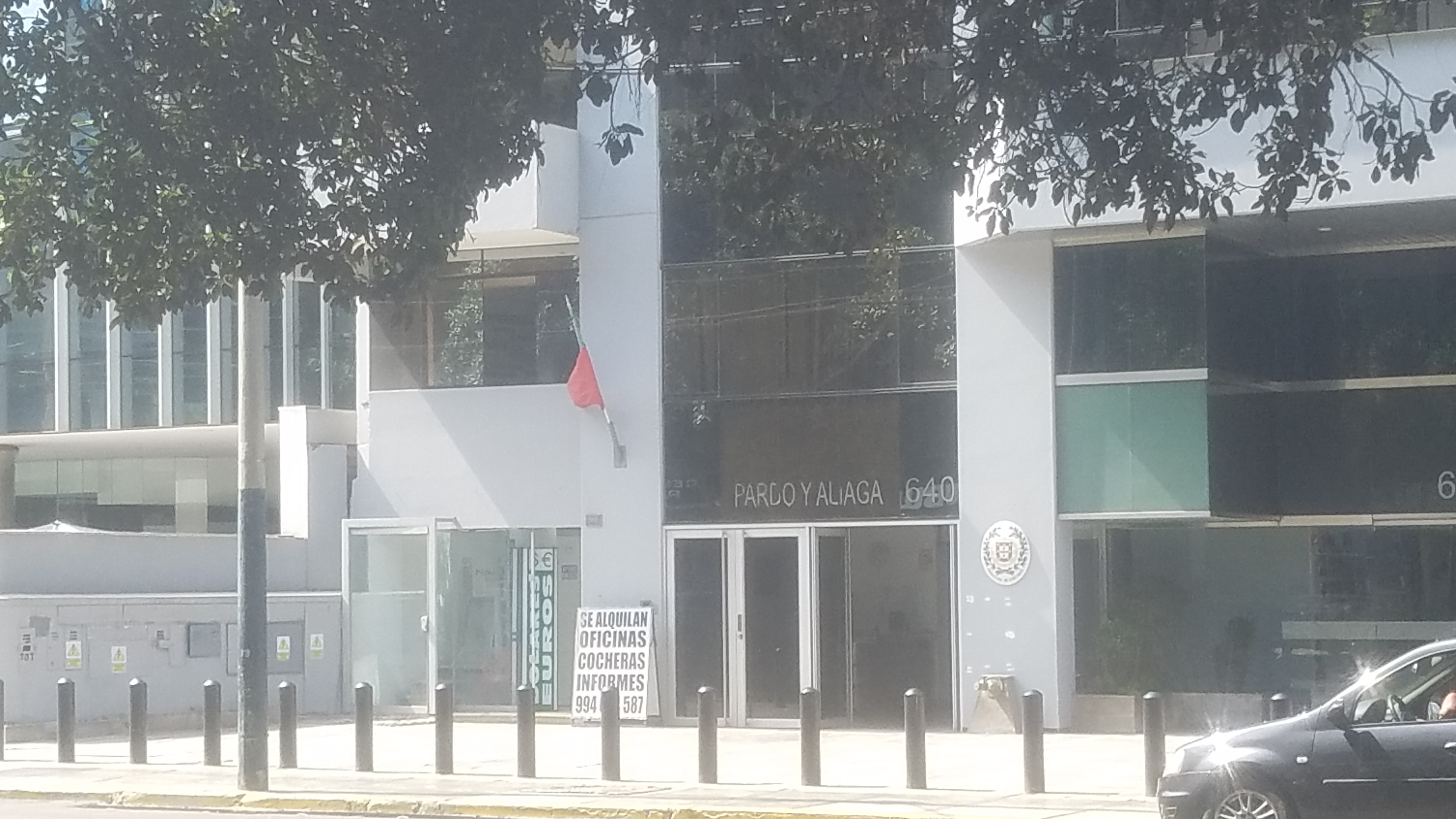
Ambassade à Lima.
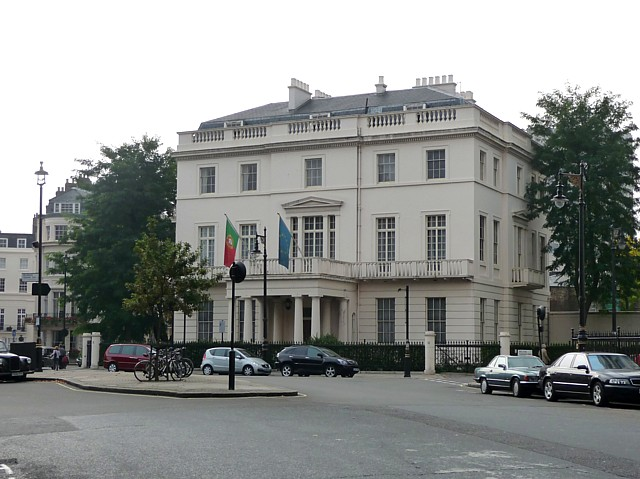
Ambassade à Londres.
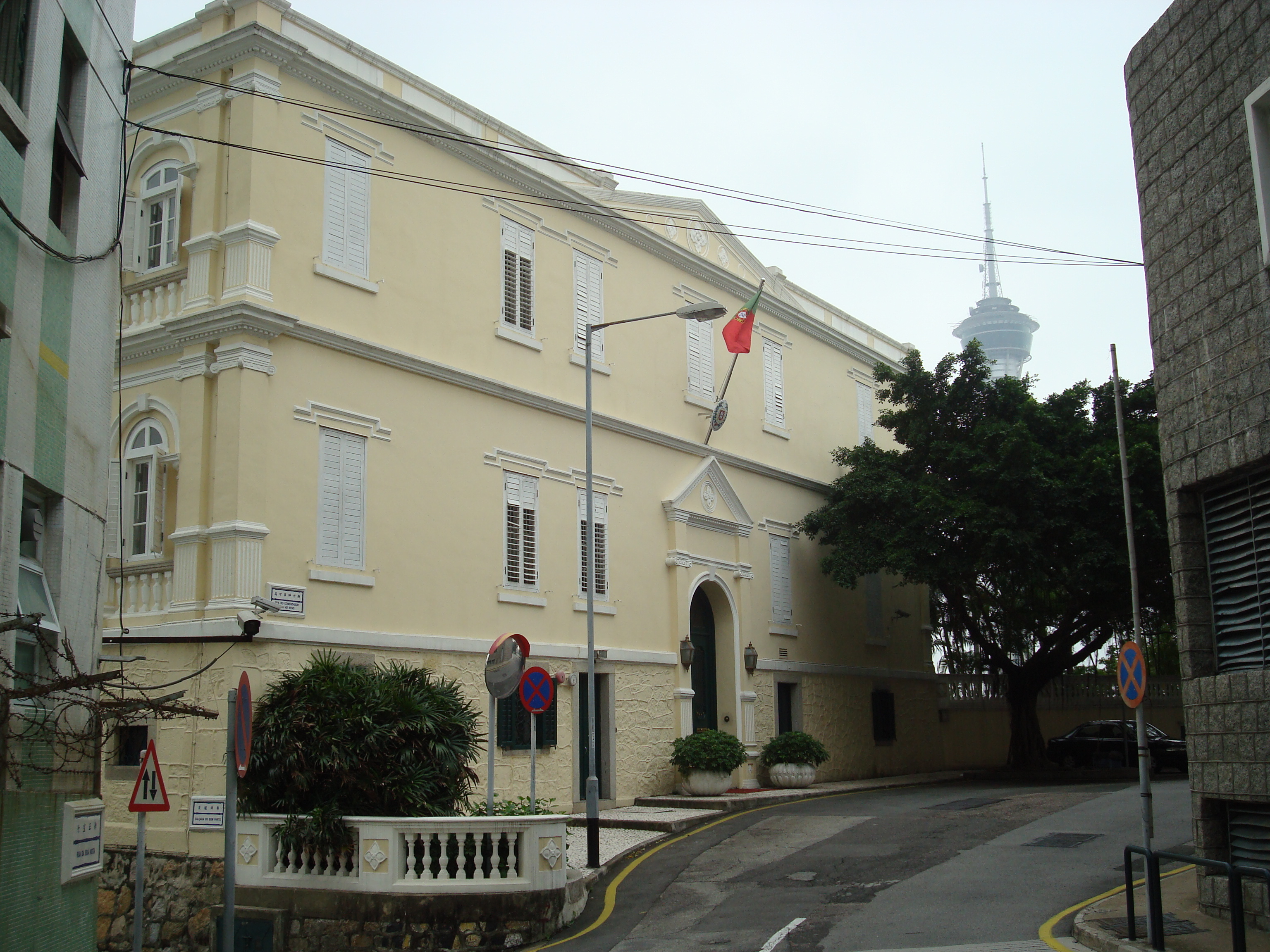
Consulat général à Macao.
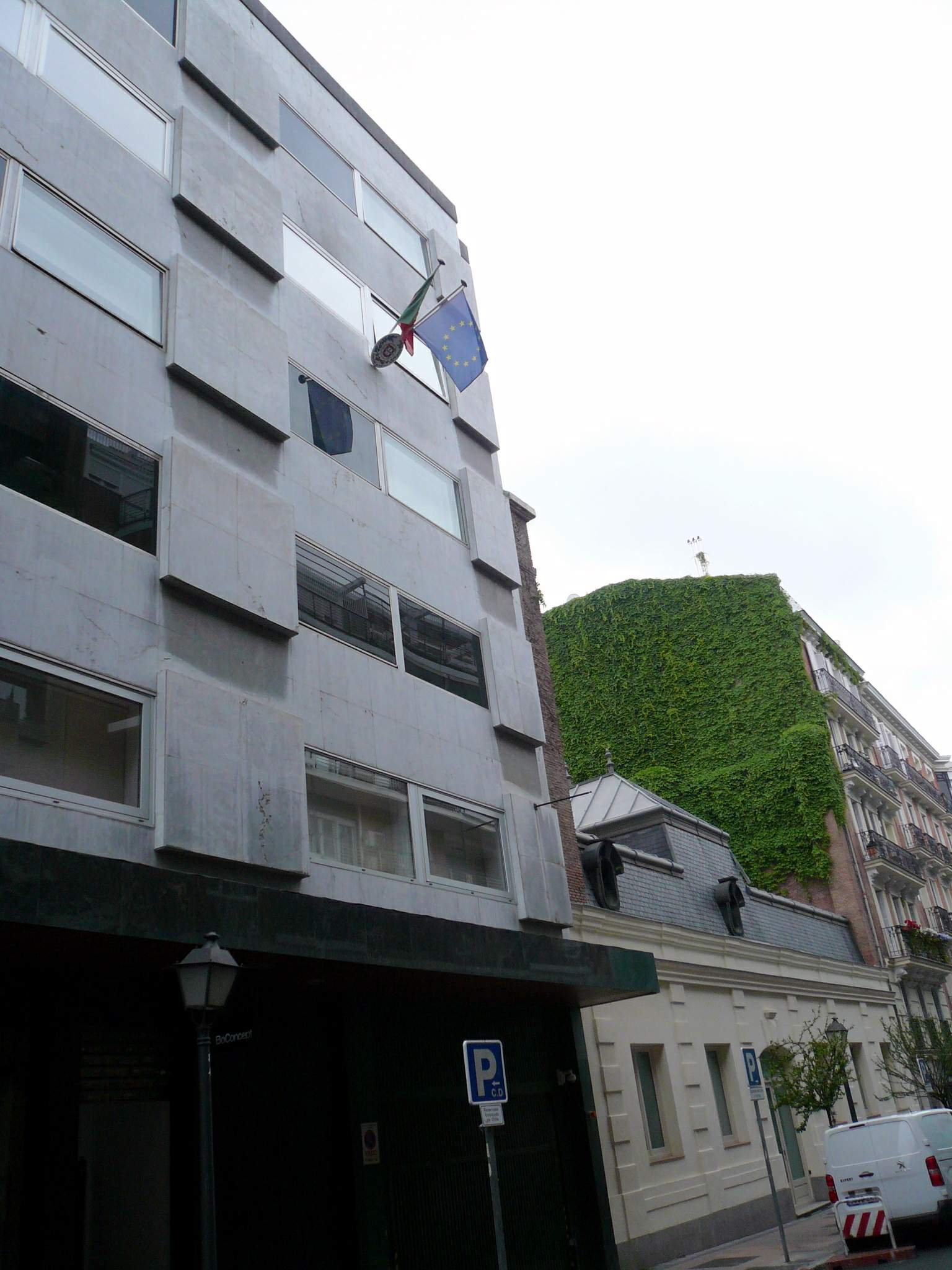
Ambassade à Madrid.
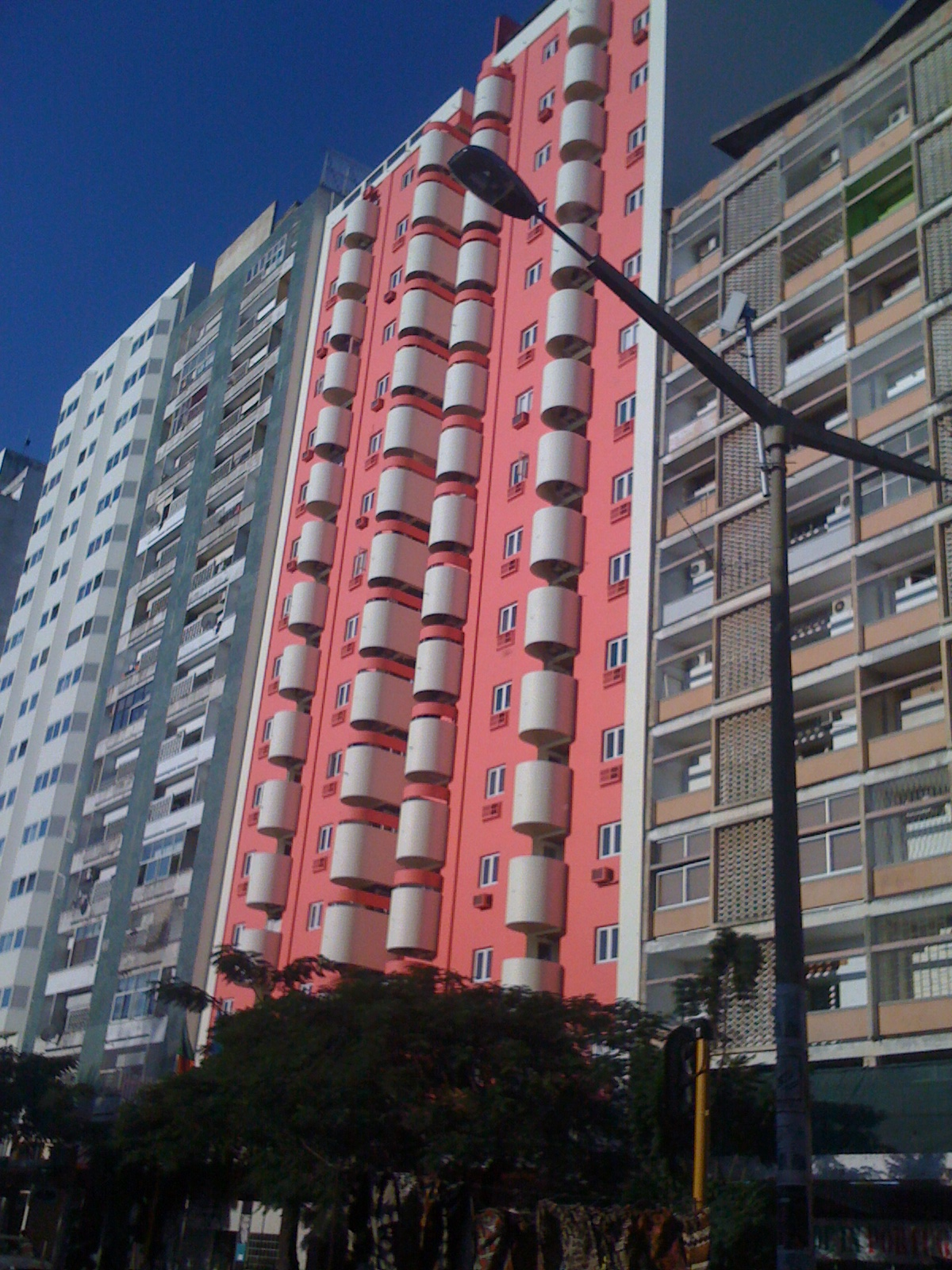
Ambassade à Maputo.
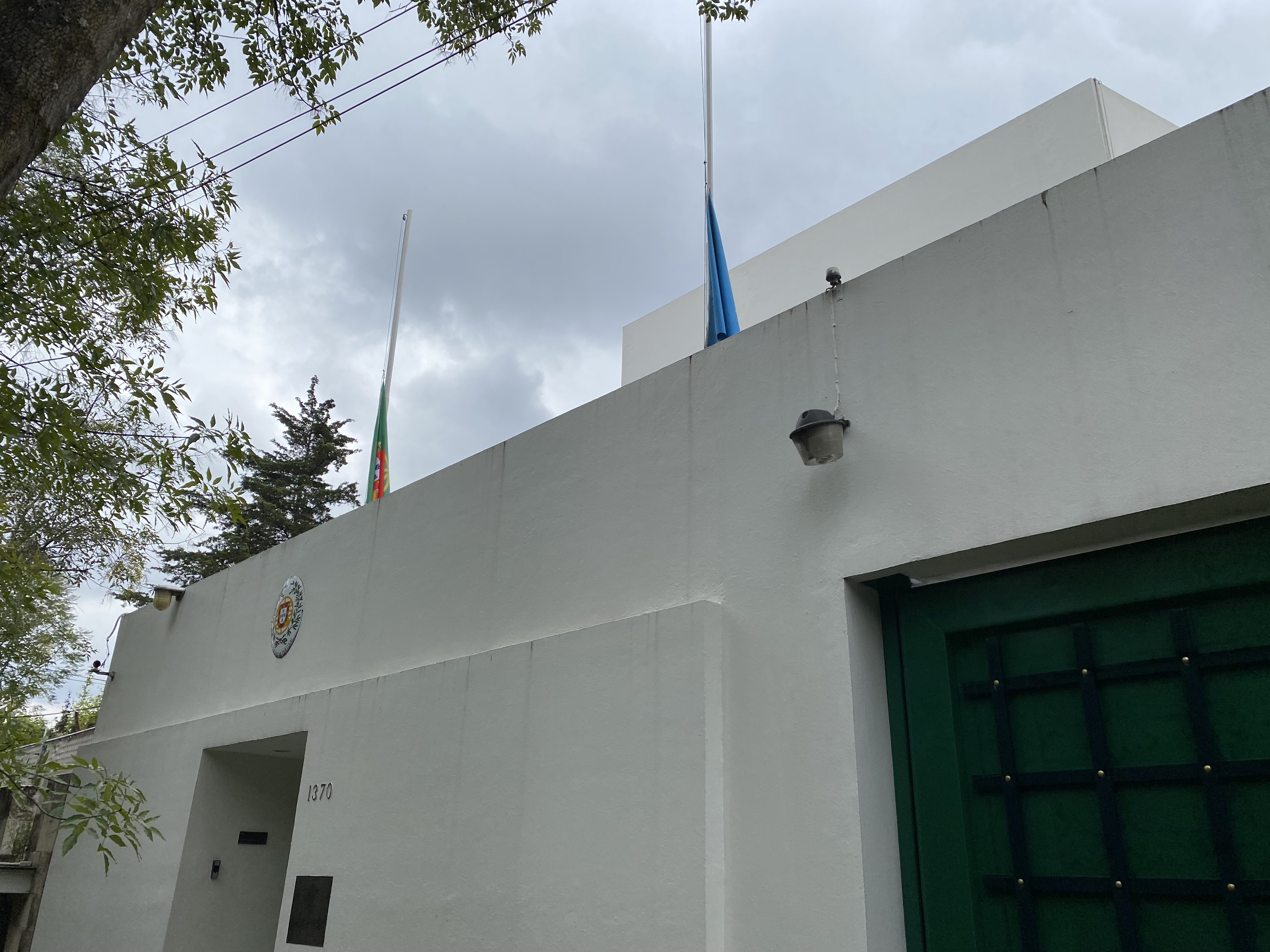
Ambassade à Mexico.
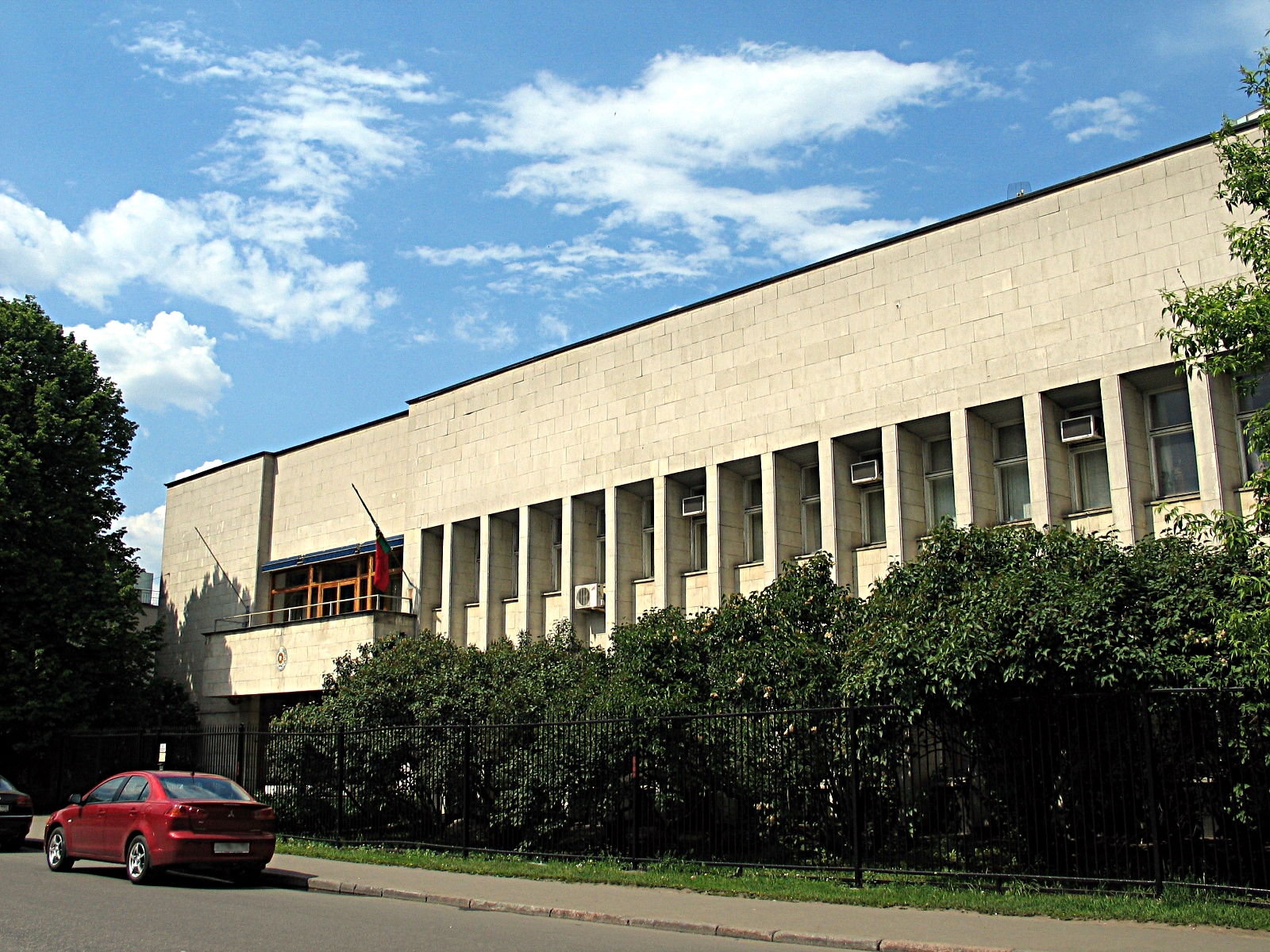
Ambassade à Moscou.
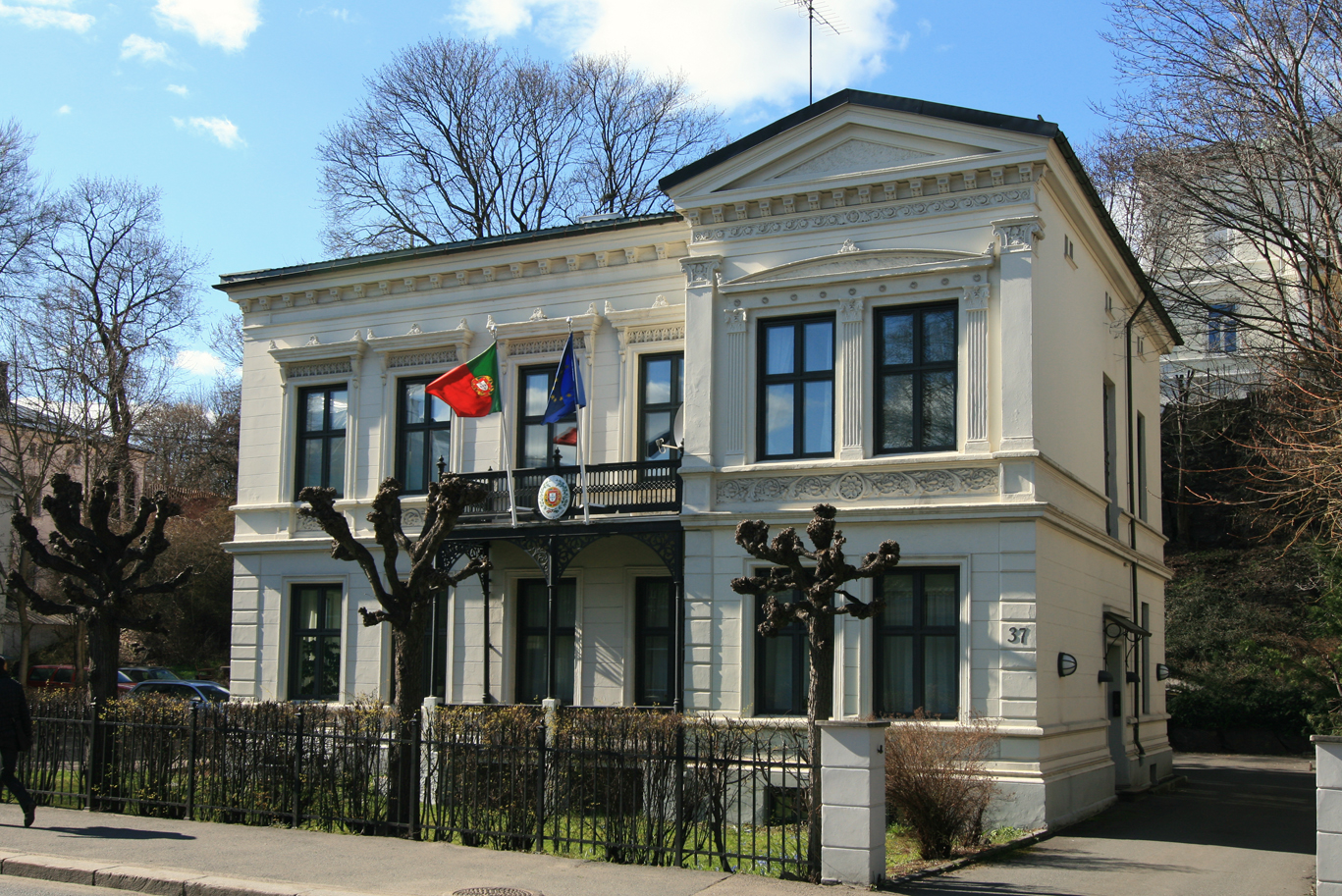
Ambassade à Oslo.
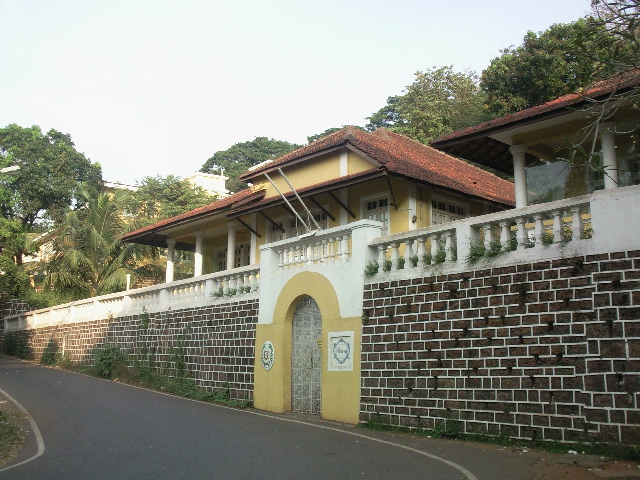
Consulat général à Panaji.
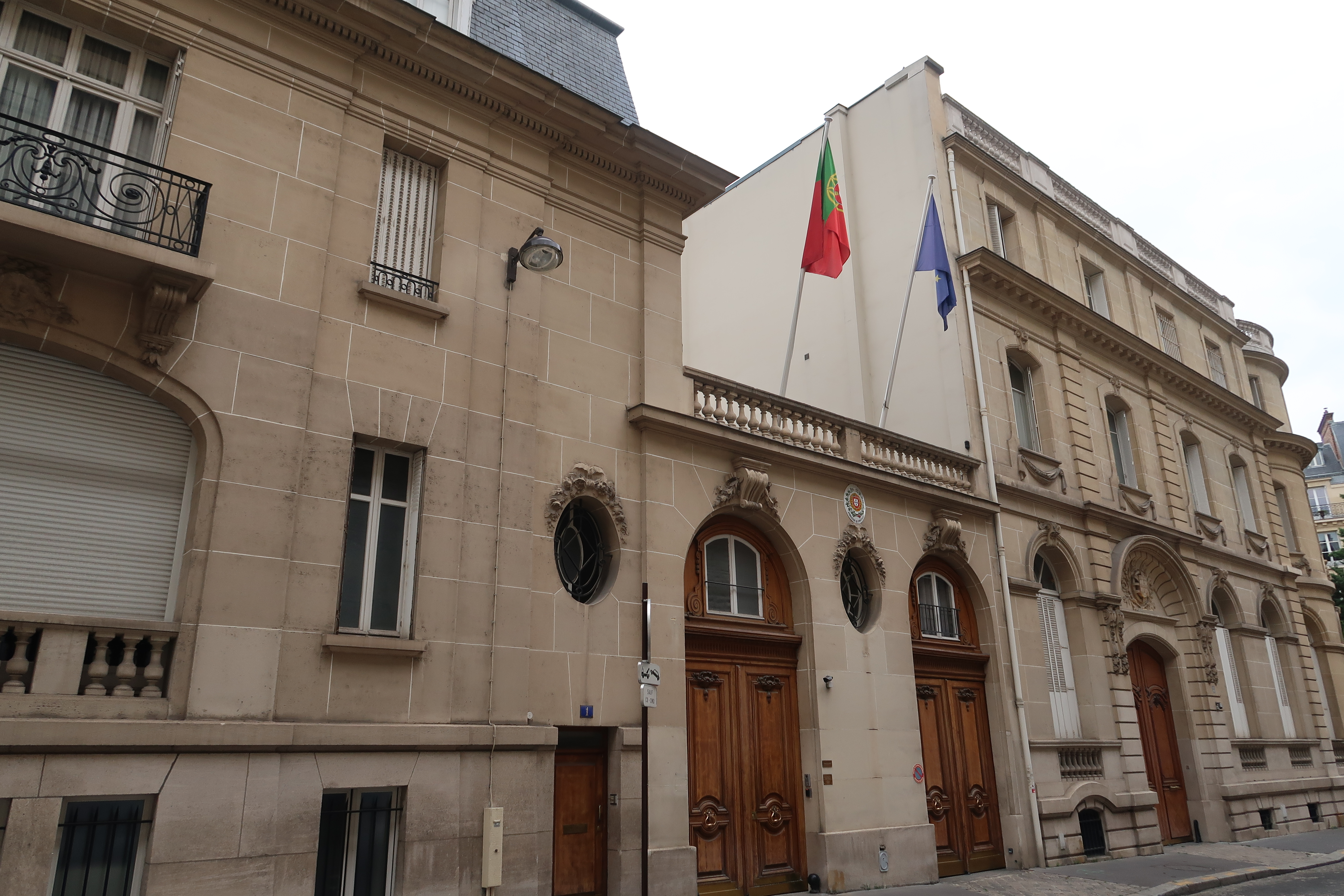
Ambassade à Paris.
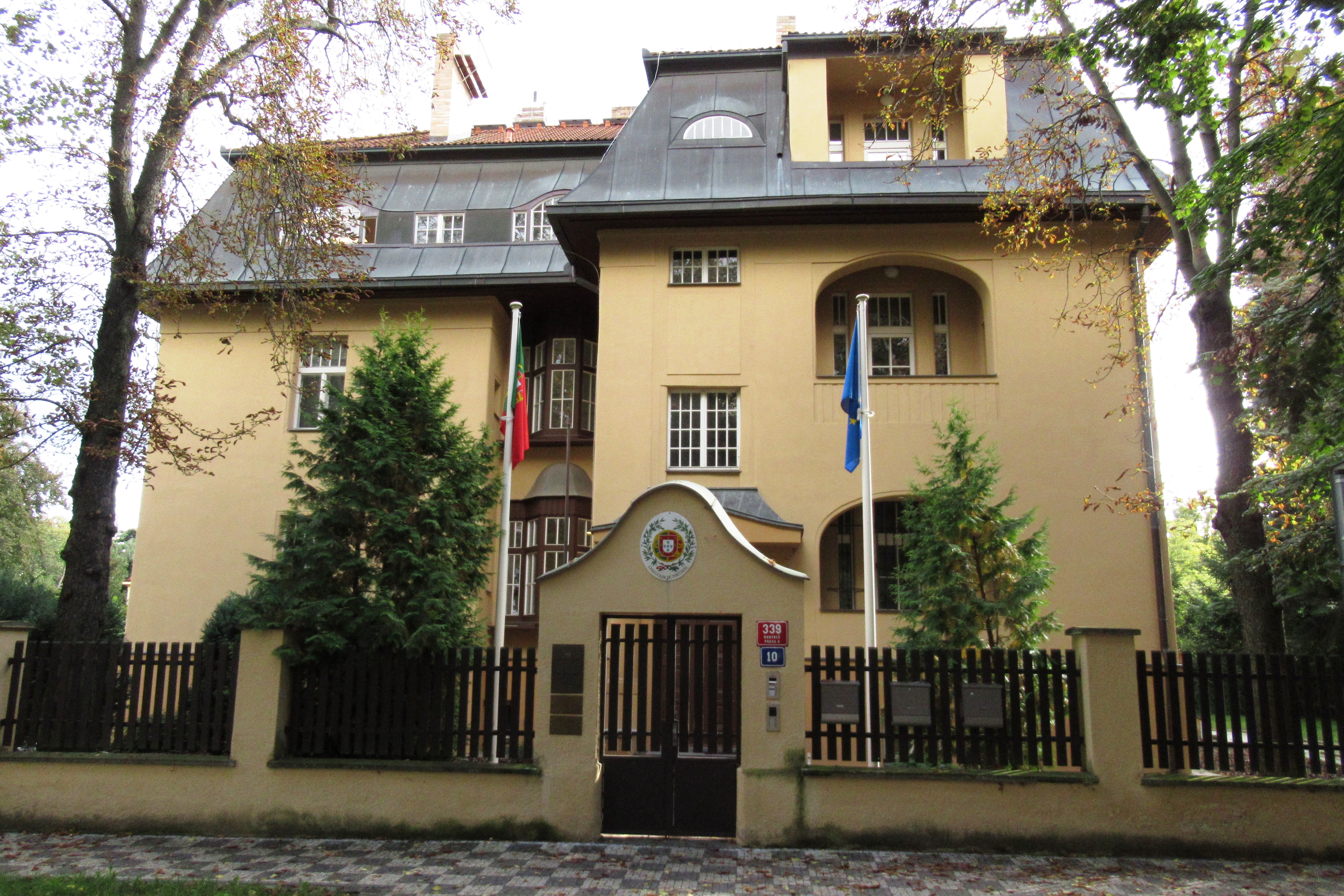
Ambassade à Prague.
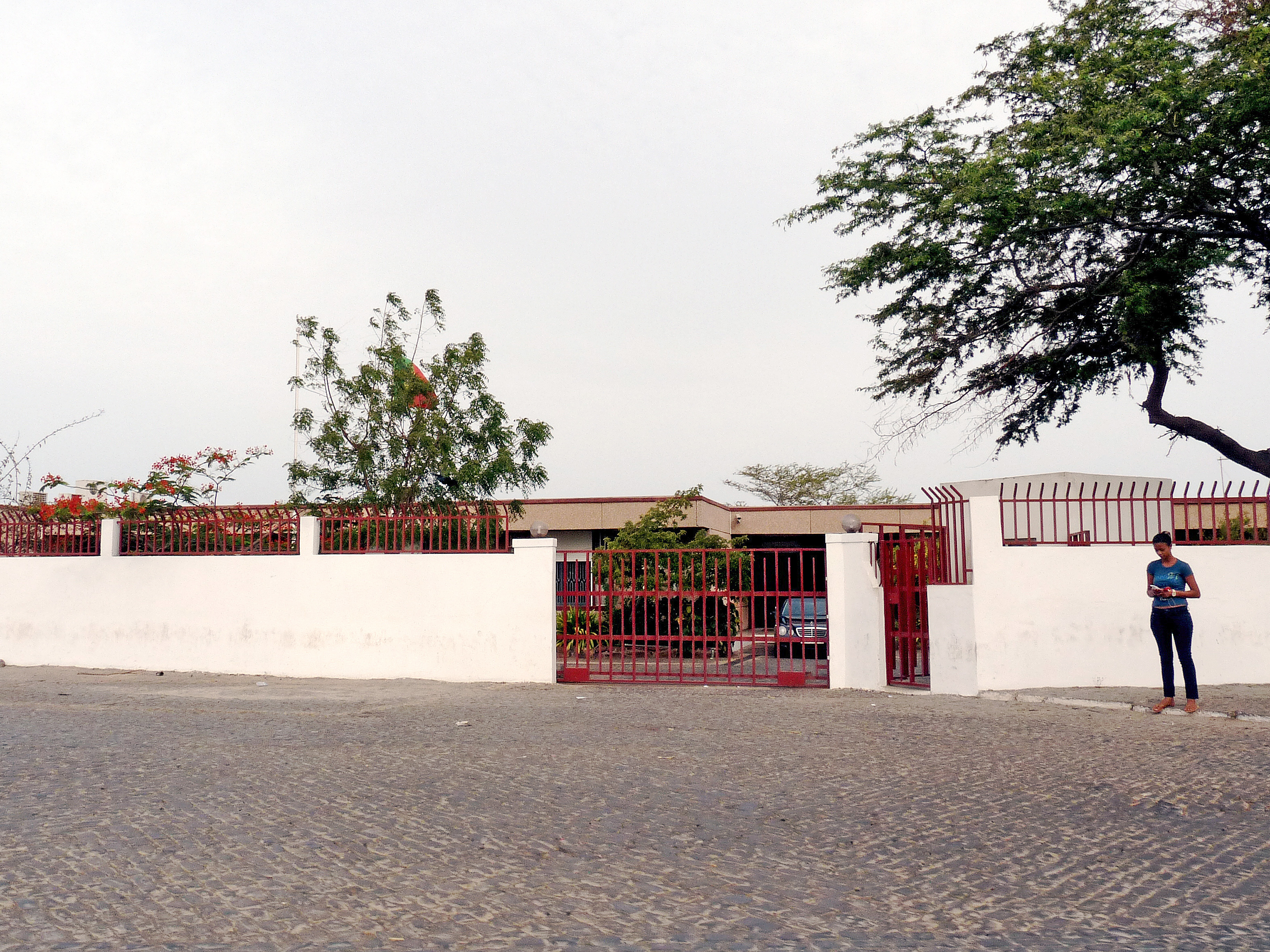
Ambassade à Praia.
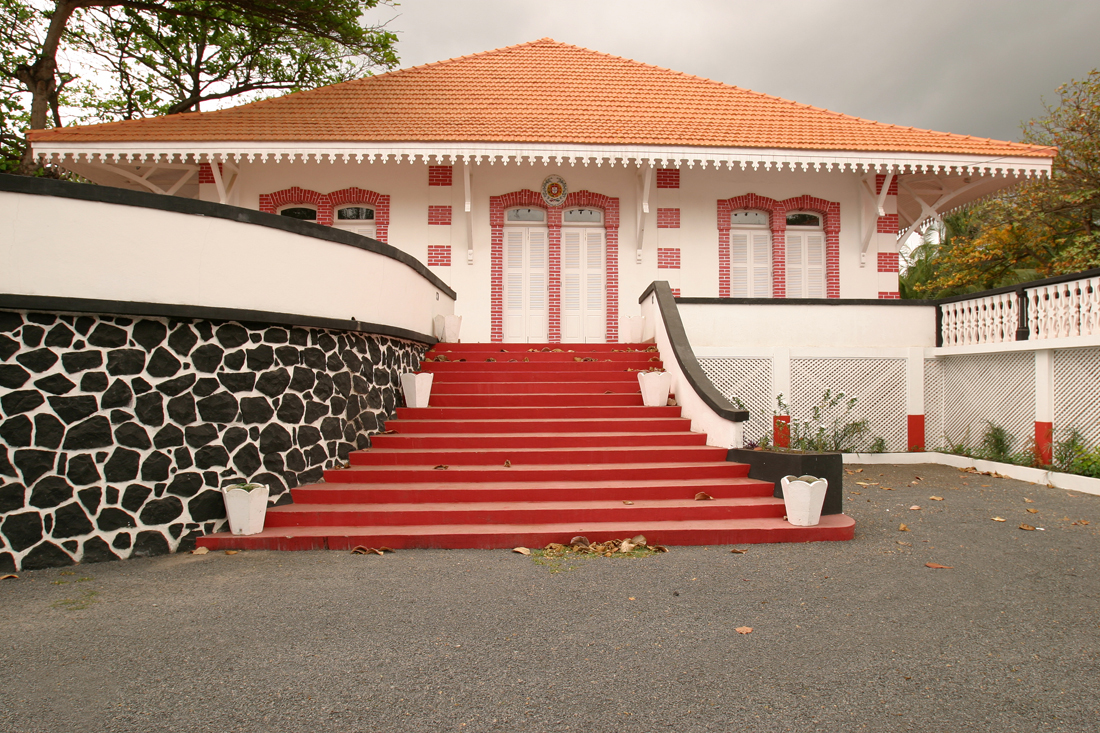
Ambassade à São Tomé.
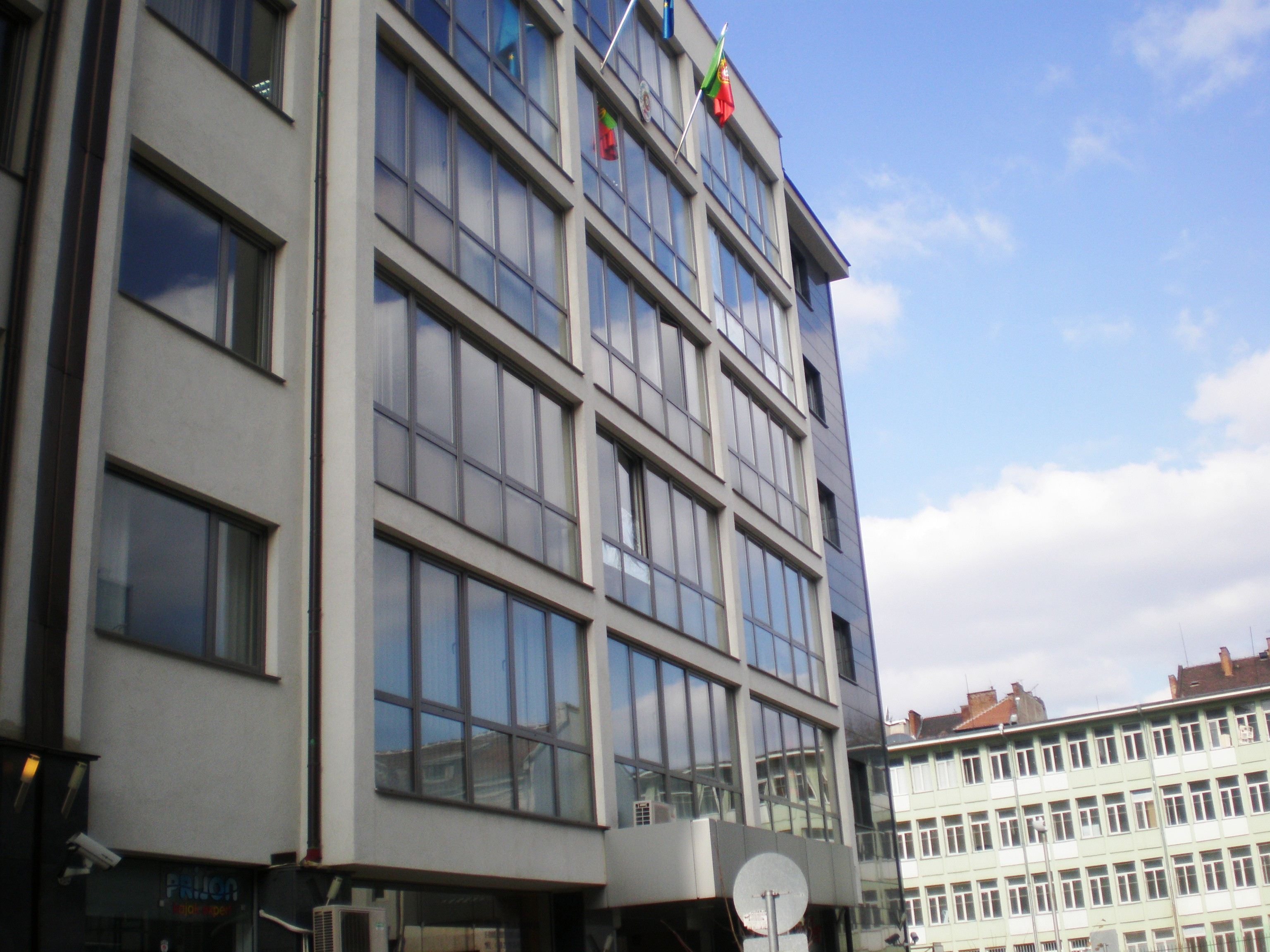
Ambassade à Sofia.
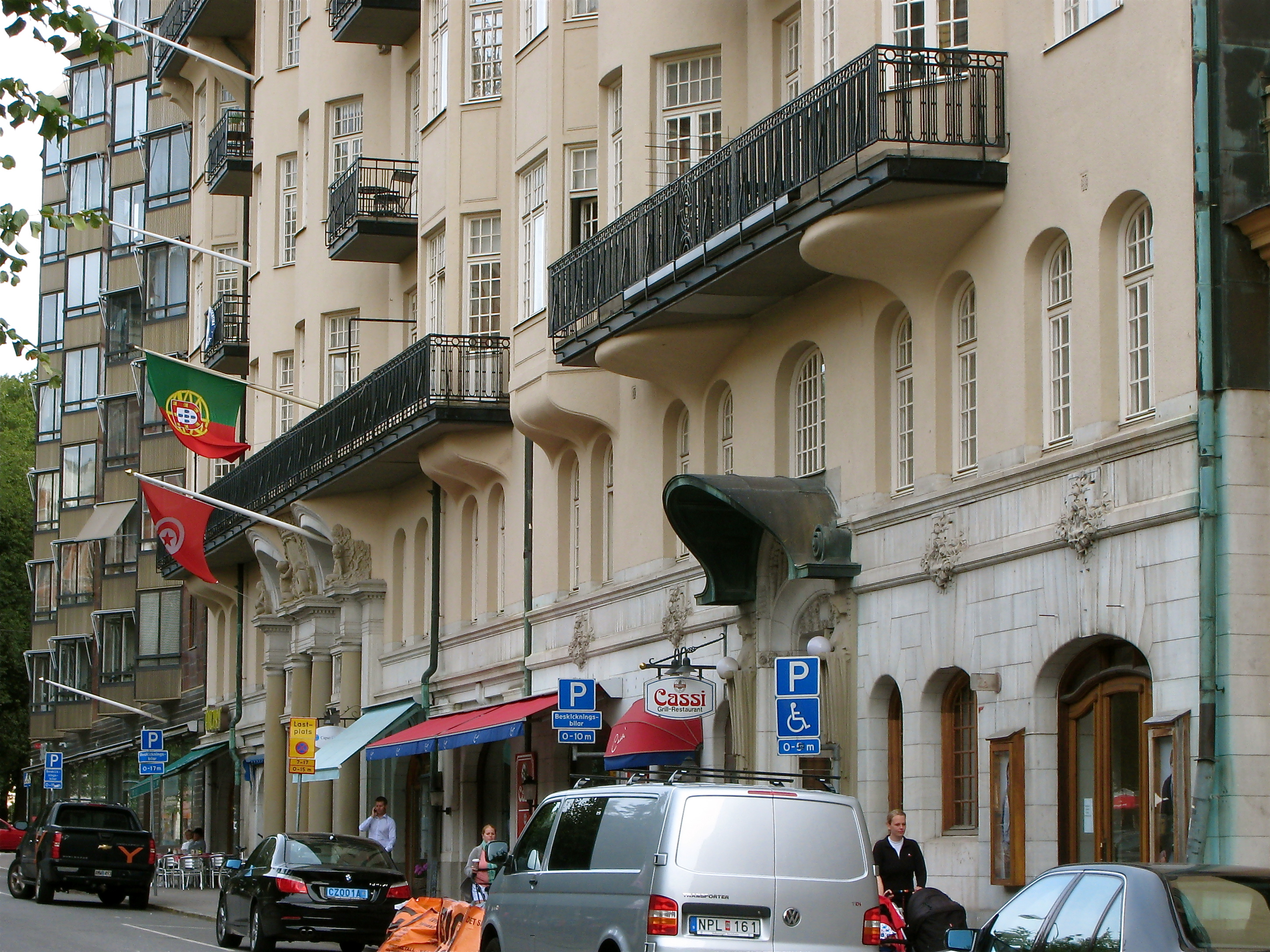
Ambassade à Stockholm.
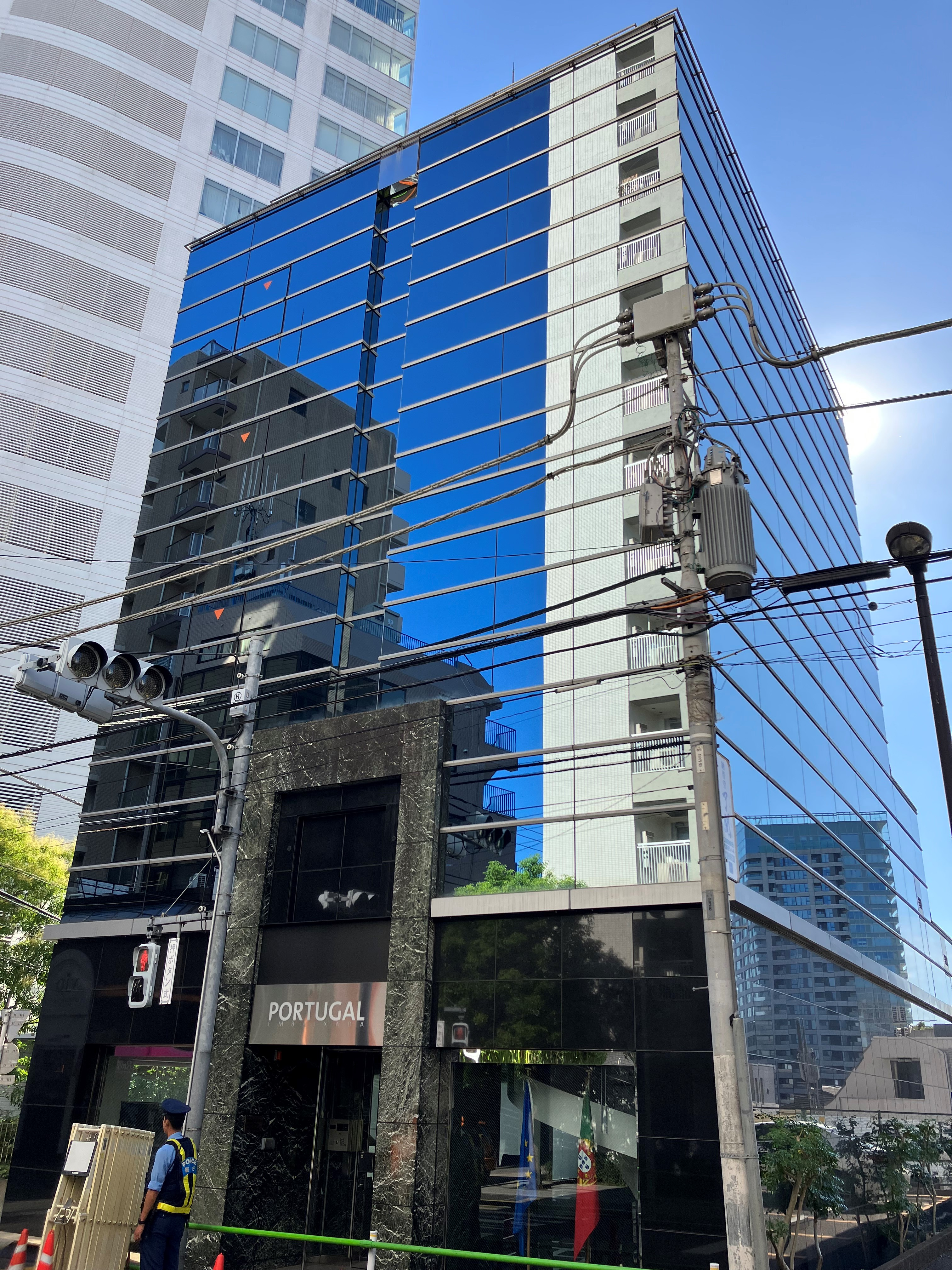
Ambassade à Tokyo.
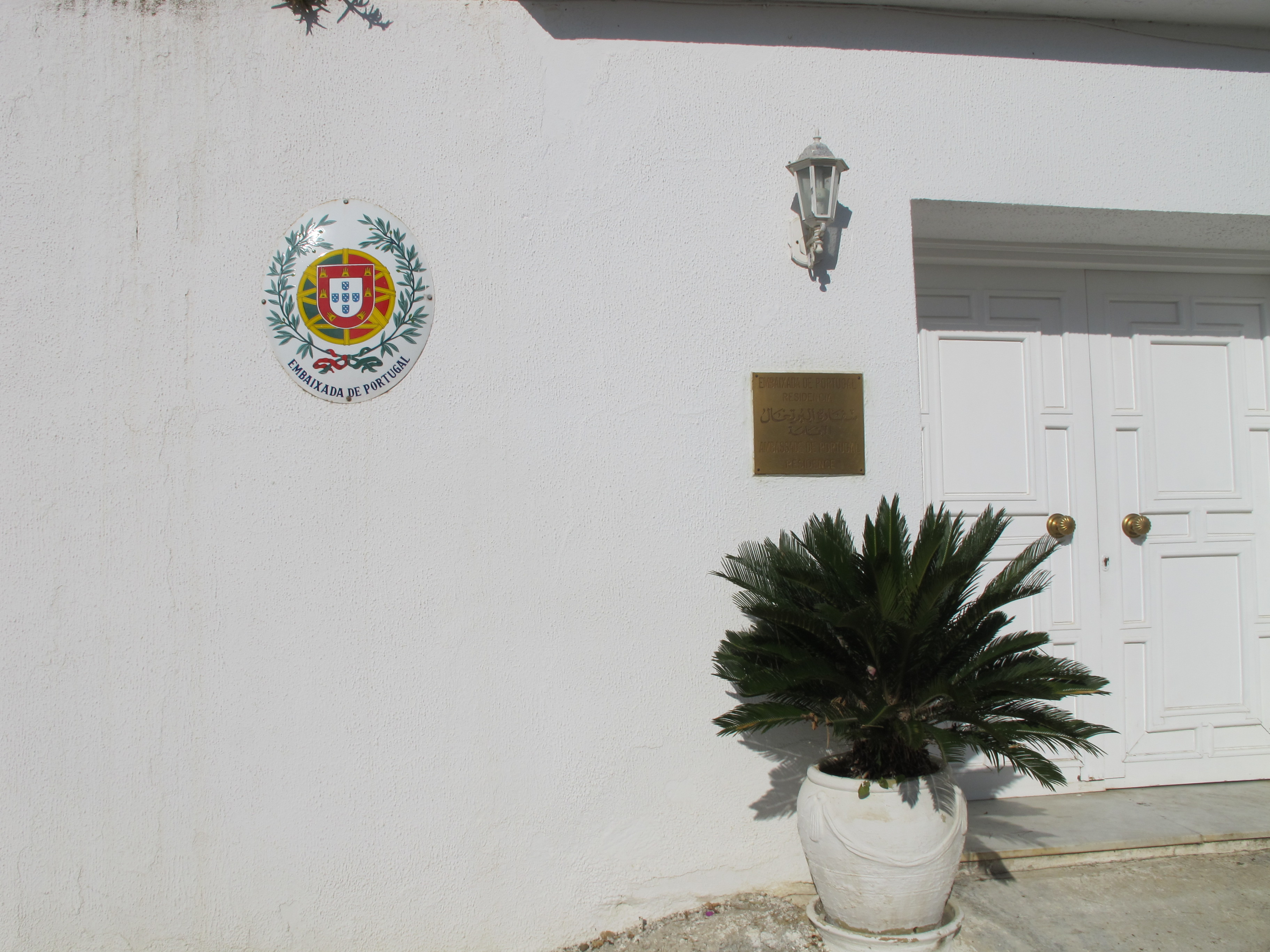
Ambassade à Tunis.
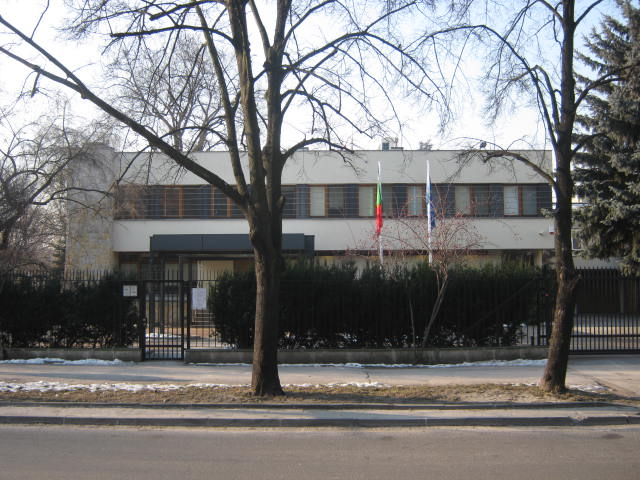
Ambassade à Varsovie.
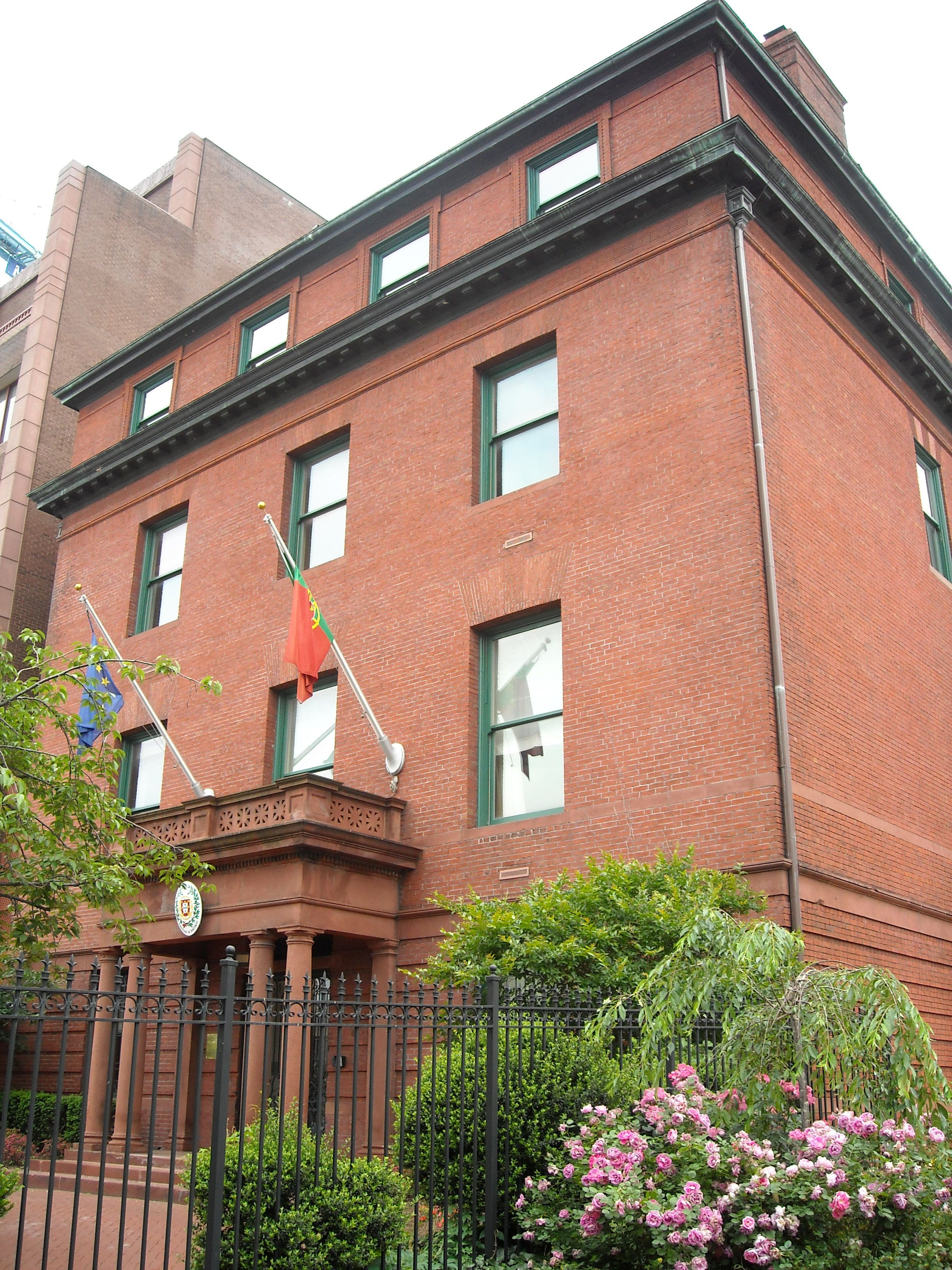
Ambassade à Washington.
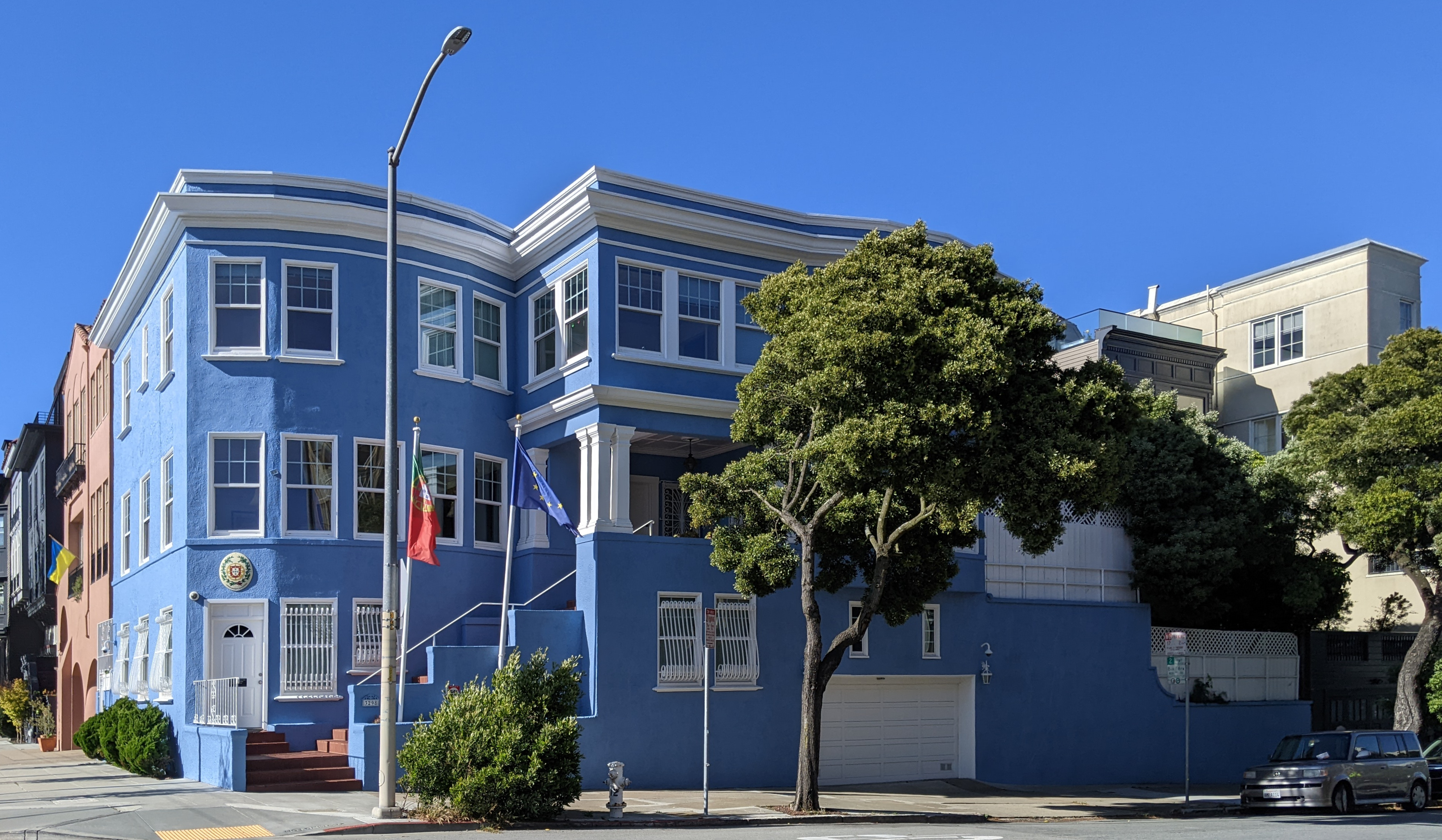
Consulat général à San Francisco.
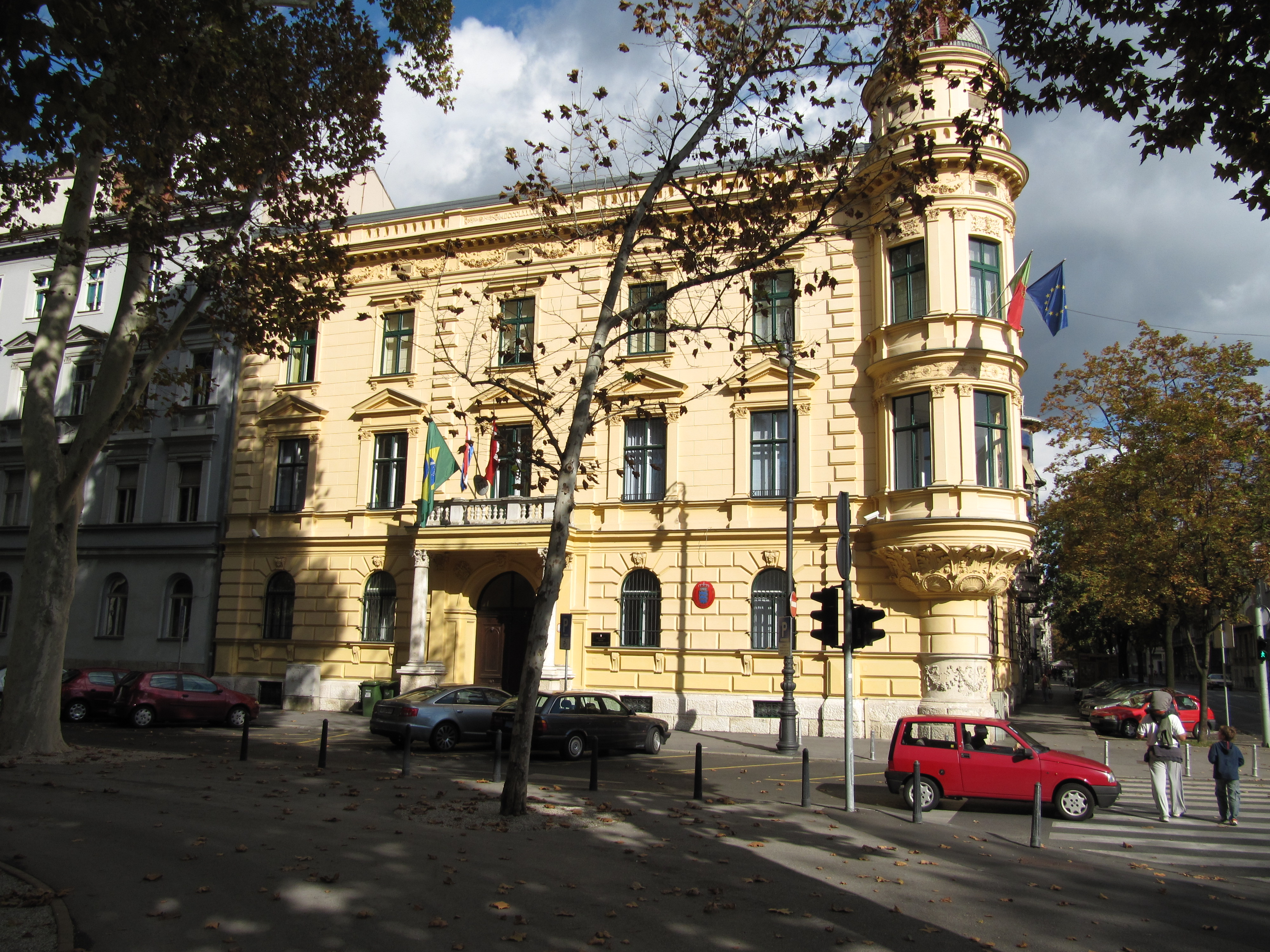
Ambassade à Zagreb.